# English Football League Championship 2023-24
La EFL Championship 2023-24 fue la vigésima edición de la segunda categoría futbolística de Inglaterra.
Un total de 24 equipos participaron en la competición, incluyendo 18 equipos de la temporada anterior, 3 provenientes de la Premier League 2022-23 y 3 provenientes de la EFL One 2022-23.

## Relevos
| Pos.  | Ascendidos a Premier League |
| ----- | --------------------------- |
| 1.º   | Burnley                     |
| 2.º   | Sheffield United            |
| Prom. | Luton Town                  |

| Pos. | Descendidos a EFL One |
| ---- | --------------------- |
| 22.º | Reading               |
| 23.º | Blackpool             |
| 24.º | Wigan Athletic        |

| Pos.  | Ascendidos de EFL One |
| ----- | --------------------- |
| 1.º   | Plymouth Argyle       |
| 2.º   | Ipswich Town          |
| Prom. | Sheffield Wednesday   |

| Pos. | Descendidos de Premier League |
| ---- | ----------------------------- |
| 18.º | Leicester City                |
| 19.º | Leeds United                  |
| 20.º | Southampton                   |

## Información
| Equipo               | Ciudad                                                           | Entrenador          | Capitán          | Estadio                         | Capacidad | Proveedor   | Patrocinador (Pecho)                      | Patrocinador (Manga)         |
| -------------------- | ---------------------------------------------------------------- | ------------------- | ---------------- | ------------------------------- | --------- | ----------- | ----------------------------------------- | ---------------------------- |
| Birmingham City      | Birmingham                                                       | Gary Rowett         | Dion Sanderson   | St Andrew's Stadium             | 29 409    | Nike        | BoyleSports                               | Impact                       |
| Blackburn Rovers     | Blackburn                                                        | John Eustace        | Dominic Hyam     | Ewood Park                      | 31 367    | Macron      | Totally Wicked                            | Watson Ramsbottom Solicitors |
| Bristol City         | Bristol                                                          | Liam Manning        | Andreas Weimann  | Ashton Gate Stadium             | 27 000    | O'Neills    | Huboo                                     |                              |
| Cardiff City         | Cardiff                                                          | Erol Bulut          | Joe Ralls        | Cardiff City Stadium            | 33 280    | New Balance | Tourism Malaysia                          |                              |
| Coventry City        | Coventry                                                         | Mark Robins         | Liam Kelly       | Coventry Building Society Arena | 29 409    | Hummel      | BoyleSports                               |                              |
| Huddersfield Town    | Huddersfield                                                     | André Breitenreiter | Jonathan Hogg    | Kirklees Stadium                | 24 121    | Umbro       | Utilita Energy                            | SportsBroker                 |
| Hull City            | Hull                                                             | Liam Rosenior       | Lewie Coyle      | MKM Stadium                     | 25 586    | Umbro       | Corendon Airlines                         | Efes Beverage Group          |
| Ipswich Town         | Ipswich                                                          | Kieran McKenna      | Sam Morsy        | Portman Road                    | 29 673    | Umbro       | Ed Sheeran                                |                              |
| Leeds United         | Leeds                                                            | Daniel Farke        | Liam Cooper      | Elland Road                     | 37 890    | Adidas      | SBOTOP                                    | BOXT                         |
| Leicester City       | Leicester                                                        | Enzo Maresca        | Jamie Vardy      | King Power Stadium              | 32 273    | Adidas      | King Power                                | Bia Saigon                   |
| Middlesbrough        | Middlesbrough                                                    | Michael Carrick     | Jonny Howson     | Estadio de Riverside            | 34 742    | Erreà       | Unibet                                    | Host and Stay                |
| Millwall             | Londres                                                          | Neil Harris         | Shaun Hutchinson | The Den                         | 20 146    | Hummel      | Huski Chocolate                           | Masons Scaffolding           |
| Norwich City         | Norwich                                                          | David Wagner        | Grant Hanley     | Carrow Road                     | 27 359    | Joma        | Lotus Cars                                | AEC Illuminazione            |
| Plymouth Argyle      | Plymouth                                                         | Neil Dewsnip        | Joe Edwards      | Home Park                       | 17 900    | Puma        | Bond Timber                               |                              |
| Preston North End    | Preston                                                          | Ryan Lowe           | Alan Browne      | Deepdale                        | 23 404    | Castore     | PAR Group                                 | PAR Group                    |
| Queens Park Rangers  | Londres                                                          | Martí Cifuentes     | Stefan Johansen  | Loftus Road                     | 18 439    | Erreà       | Convivia                                  | CopyBet                      |
| Rotherham United     | Rotherham                                                        | Leam Richardson     | Richard Wood     | New York Stadium                | 12 021    | Puma        | IPM Group                                 | Garner UK                    |
| Sheffield Wednesday  | Sheffield                                                        | Danny Röhl          | Barry Bannan     | Hillsborough Stadium            | 39 732    | Macron      | Host & Stay Limited                       |                              |
| Southampton          | Southampton                                                      | Russell Martin      | Adam Armstrong   | St Mary's Stadium               | 32 384    | Hummel      | Sportsbet.io                              |                              |
| Stoke City           | Stoke-on-Trent                                                   | Steven Schumacher   | Lewis Baker      | Bet365 Stadium                  | 30 089    | Macron      | Bet365                                    |                              |
| Sunderland           | [[Archivo:\|20x20px\|border\|Bandera de Tyne y Wear]] Sunderland | Mike Dodds          | Corry Evans      | Stadium of Light                | 49 000    | Nike        | Spreadex                                  | Vertu Motors                 |
| Swansea City         | Swansea                                                          | Luke Williams       | Matt Grimes      | Liberty Stadium                 | 21 088    | Joma        | Reviva Coffee (local y tercero) Westacres |                              |
| Watford              | Watford                                                          | Valérien Ismaël     | Daniel Bachmann  | Vicarage Road                   | 22 200    | Kelme       | Stake.com                                 | Corpay                       |
| West Bromwich Albion | West Bromwich                                                    | Carlos Corberán     | Jed Wallace      | The Hawthorns                   | 26 850    | Puma        | Ideal Heating                             |                              |

### Cambios de entrenadores
| Equipo              | Entrenador (Jornadas) | Fecha de vacante         | Tipo de salida             | Posición en la tabla | Entrenador entrante | Fecha de nombramiento    |
| ------------------- | --------------------- | ------------------------ | -------------------------- | -------------------- | ------------------- | ------------------------ |
| Watford             | Chris Wilder          | 8 de mayo de 2023        | Fin de contrato            | Pretemporada         | Valérien Ismaël     | 10 de mayo de 2023       |
| Cardiff City        | Sabri Lamouchi        | 16 de mayo de 2023       | Fin de contrato            | Pretemporada         | Erol Bulut          | 3 de junio de 2023       |
| Southampton         | Rubén Sellés          | 28 de mayo de 2023       | Fin de contrato            | Pretemporada         | Russell Martin      | 21 de junio de 2023      |
| Leeds United        | Sam Allardyce         | 2 de junio de 2023       | Mutuo acuerdo              | Pretemporada         | Daniel Farke        | 4 de julio de 2023       |
| Leicester City      | Dean Smith            | 16 de junio de 2023      | Fin de contrato            | Pretemporada         | Enzo Maresca        | 16 de junio de 2023      |
| Sheffield Wednesday | Darren Moore          | 19 de junio de 2023      | Mutuo acuerdo              | Pretemporada         | Xisco Muñoz         | 4 de julio de 2023       |
| Swansea City        | Russell Martin        | 21 de junio de 2023      | Contratado por Southampton | Pretemporada         | Michael Duff        | 22 de junio de 2023      |
| Huddersfield Town   | Neil Warnock (1–7)    | 20 de septiembre de 2023 | Renuncia                   | 16.º                 | Darren Moore        | 21 de septiembre de 2023 |
| Sheffield Wednesday | Xisco Muñoz (1–10)    | 4 de octubre de 2023     | Despedido                  | 24.º                 | Danny Röhl          | 13 de octubre de 2023    |
| Birmingham City     | John Eustace (1–11)   | 9 de octubre de 2023     | Despedido                  | 6.º                  | Wayne Rooney        | 11 de octubre de 2023    |

## Localización

#### Condados de Inglaterra
| Condado                                                        | N.º | Equipos                                               |
| -------------------------------------------------------------- | --- | ----------------------------------------------------- |
| Tierras Medias Occidentales                                    | 3   | Birmingham City, Coventry City y West Bromwich Albion |
| Gran Londres                                                   | 2   | Millwall y Queens Park Rangers                        |
| Lancashire                                                     | 2   | Blackburn Rovers y Preston North End                  |
| Yorkshire del Oeste                                            | 2   | Huddersfield Town y Leeds United                      |
| Yorkshire del Sur                                              | 2   | Rotherham United y Sheffield Wednesday                |
| Bristol                                                        | 1   | Bristol City                                          |
| Devon                                                          | 1   | Plymouth Argyle                                       |
| Hampshire                                                      | 1   | Southampton                                           |
| Hertfordshire                                                  | 1   | Watford                                               |
| Leicestershire                                                 | 1   | Leicester City                                        |
| Norfolk                                                        | 1   | Norwich City                                          |
| Staffordshire                                                  | 1   | Stoke City                                            |
| Suffolk                                                        | 1   | Ipswich Town                                          |
| [[Archivo:\|18px\|border\|Bandera de Tyne y Wear]] Tyne y Wear | 1   | Sunderland                                            |
| Yorkshire del Este                                             | 1   | Hull City                                             |
| Yorkshire del Norte                                            | 1   | Middlesbrough                                         |

#### Condados preservados de Gales
| Condado        | N.º | Equipos                     |
| -------------- | --- | --------------------------- |
| Glamorganshire | 2   | Cardiff City y Swansea City |

## Desarrollo

### Clasificación
| Pos. | Equipo                   | Pts. | PJ | G  | E  | P  | GF | GC | Dif. |                                  |
| ---- | ------------------------ | ---- | -- | -- | -- | -- | -- | -- | ---- | -------------------------------- |
| 1    | Leicester City (C, A)    | 97   | 46 | 31 | 4  | 11 | 89 | 41 | +48  | Ascenso a la Premier League      |
| 2    | Ipswich Town (A)         | 96   | 46 | 28 | 12 | 6  | 92 | 57 | +35  | Ascenso a la Premier League      |
| 3    | Leeds United (X)         | 90   | 46 | 27 | 9  | 10 | 81 | 43 | +38  | Play-Offs para la Premier League |
| 4    | Southampton (A)          | 87   | 46 | 26 | 9  | 11 | 87 | 63 | +24  | Play-Offs para la Premier League |
| 5    | West Bromwich Albion (X) | 75   | 46 | 21 | 12 | 13 | 70 | 47 | +23  | Play-Offs para la Premier League |
| 6    | Norwich City (X)         | 73   | 46 | 21 | 10 | 15 | 79 | 64 | +15  | Play-Offs para la Premier League |
| 7    | Hull City                | 70   | 46 | 19 | 13 | 14 | 68 | 60 | +8   |                                  |
| 8    | Middlesbrough            | 69   | 46 | 20 | 9  | 17 | 71 | 62 | +9   |                                  |
| 9    | Coventry City            | 64   | 46 | 17 | 13 | 16 | 70 | 59 | +11  |                                  |
| 10   | Preston North End        | 63   | 46 | 18 | 9  | 19 | 56 | 67 | −11  |                                  |
| 11   | Bristol City             | 62   | 46 | 17 | 11 | 18 | 53 | 51 | +2   |                                  |
| 12   | Cardiff City             | 62   | 46 | 19 | 5  | 22 | 53 | 70 | −17  |                                  |
| 13   | Millwall                 | 59   | 46 | 16 | 11 | 19 | 45 | 55 | −10  |                                  |
| 14   | Swansea City             | 57   | 46 | 15 | 12 | 19 | 59 | 65 | −6   |                                  |
| 15   | Watford                  | 56   | 46 | 13 | 17 | 16 | 61 | 61 | 0    |                                  |
| 16   | Sunderland               | 56   | 46 | 16 | 8  | 22 | 52 | 54 | −2   |                                  |
| 17   | Stoke City               | 56   | 46 | 15 | 11 | 20 | 49 | 60 | −11  |                                  |
| 18   | Queens Park Rangers      | 56   | 46 | 15 | 11 | 20 | 47 | 58 | −11  |                                  |
| 19   | Blackburn Rovers         | 53   | 46 | 14 | 11 | 21 | 60 | 74 | −14  |                                  |
| 20   | Sheffield Wednesday      | 53   | 46 | 15 | 8  | 23 | 44 | 68 | −24  |                                  |
| 21   | Plymouth Argyle          | 51   | 46 | 13 | 12 | 21 | 59 | 70 | −11  |                                  |
| 22   | Birmingham City (D)      | 50   | 46 | 13 | 11 | 22 | 50 | 65 | −15  | Descenso a la EFL One            |
| 23   | Huddersfield Town (D)    | 45   | 46 | 9  | 18 | 19 | 48 | 77 | −29  | Descenso a la EFL One            |
| 24   | Rotherham United (D)     | 27   | 46 | 5  | 12 | 29 | 37 | 89 | −52  | Descenso a la EFL One            |

Actualizado a los partidos jugados el 26 de mayo de 2024.
 Fuente: EFL Championship

### Evolución
| Equipo               | 01 | 02 | 03 | 04 | 05 | 06 | 07 | 08 | 09 | 10 | 11 | 12  | 13  | 14  | 15 | 16 | 17 | 18 | 19 | 20 | 21 | 22 | 23 | 24 | 25 | 26 | 27 | 28 | 29  | 30  | 31  | 32  | 33  | 34  | 35  | 36  | 37  | 38  | 39  | 40  | 41  | 42  | 43 | 44 | 45 | 46 |
| Equipo               |    |    |    |    |    |    |    |    |    |    |    |     |     |     |    |    |    |    |    |    |    |    |    |    |    |    |    |    |     |     |     |     |     |     |     |     |     |     |     |     |     |     |    |    |    |    |
| -------------------- | -- | -- | -- | -- | -- | -- | -- | -- | -- | -- | -- | --- | --- | --- | -- | -- | -- | -- | -- | -- | -- | -- | -- | -- | -- | -- | -- | -- | --- | --- | --- | --- | --- | --- | --- | --- | --- | --- | --- | --- | --- | --- | -- | -- | -- | -- |
| Leicester City       | 7  | 2  | 2  | 1  | 3  | 2  | 2  | 1  | 1  | 1  | 1  | 1   | 1   | 1   | 1  | 1  | 1  | 1  | 1  | 1  | 1  | 1  | 1  | 1  | 1  | 1  | 1  | 1  | 1   | 1   | 1   | 1   | 1   | 1   | 1   | 1   | 1   | 2*  | 3*  | 3*  | 1*  | 1*  | 2* | 1  | 1  | 1  |
| Ipswich Town         | 4  | 1  | 1  | 6  | 2  | 3  | 3  | 2  | 2  | 2  | 2  | 2*  | 2*  | 2*  | 2  | 2  | 2  | 2  | 2  | 2  | 2  | 2  | 2  | 2  | 2  | 2  | 2  | 2  | 2*  | 4*  | 4*  | 4*  | 4*  | 3   | 2   | 2   | 3   | 3   | 1   | 1   | 2   | 2   | 1  | 3* | 2  | 2  |
| Leeds United         | 11 | 19 | 19 | 13 | 15 | 10 | 9  | 6  | 9  | 6  | 5  | 3   | 3   | 3   | 3  | 3  | 3  | 3  | 3  | 3  | 3  | 3  | 3  | 4  | 4  | 4  | 4  | 4  | 4   | 3   | 3   | 2   | 2   | 2   | 3   | 3   | 2   | 1   | 2   | 2   | 3   | 3   | 3  | 2  | 3  | 3  |
| Southampton          | 5  | 6  | 5  | 4  | 7  | 9  | 13 | 15 | 10 | 10 | 10 | 5   | 5   | 4   | 4  | 4  | 4  | 4  | 4  | 4  | 4  | 4  | 4  | 3  | 3  | 3  | 3  | 3  | 3*  | 2*  | 2*  | 3*  | 3*  | 4   | 4   | 4*  | 4*  | 4** | 4** | 4** | 4** | 4** | 4* | 4  | 4  | 4  |
| West Bromwich Albion | 18 | 14 | 13 | 7  | 11 | 13 | 15 | 13 | 8  | 5  | 11 | 9   | 6   | 5   | 5  | 7  | 5  | 5  | 5  | 5  | 5  | 5  | 5  | 5  | 5  | 5  | 5  | 5  | 5*  | 5*  | 5*  | 5*  | 5*  | 5   | 5   | 5   | 5   | 5   | 5   | 5   | 5   | 5   | 5  | 5  | 6  | 5  |
| Norwich City         | 8  | 5  | 3  | 2  | 5  | 4  | 5  | 8  | 7  | 7  | 7  | 10  | 14  | 17  | 17 | 16 | 13 | 14 | 13 | 13 | 11 | 10 | 8  | 12 | 13 | 13 | 11 | 8  | 10  | 9   | 9   | 7   | 7   | 7   | 7   | 7   | 6   | 6   | 6   | 6   | 6   | 6   | 6  | 6  | 5  | 6  |
| Hull City            | 17 | 12 | 7  | 8  | 6  | 5  | 6  | 4  | 5  | 9  | 9  | 12  | 8   | 7   | 9  | 8  | 8  | 6  | 6  | 8  | 7  | 6  | 6  | 7  | 6  | 7  | 9  | 7  | 8*  | 6*  | 8*  | 8*  | 8*  | 6   | 6   | 6   | 7   | 7*  | 9*  | 10* | 9*  | 10* | 7* | 7  | 7  | 7  |
| Middlesbrough        | 21 | 24 | 23 | 22 | 24 | 24 | 24 | 22 | 21 | 17 | 16 | 13  | 9   | 10  | 12 | 10 | 12 | 10 | 12 | 12 | 13 | 13 | 11 | 14 | 9  | 12 | 10 | 11 | 11* | 12* | 12* | 13* | 13* | 13* | 14* | 12* | 11* | 10  | 10  | 9   | 8   | 9   | 9  | 9  | 8  | 8  |
| Coventry City        | 16 | 11 | 10 | 12 | 14 | 15 | 17 | 18 | 14 | 13 | 13 | 16  | 20  | 20  | 20 | 20 | 20 | 15 | 17 | 15 | 14 | 15 | 15 | 13 | 12 | 8  | 6  | 6  | 6   | 7   | 6   | 6   | 6   | 9   | 9   | 8   | 8   | 8*  | 7*  | 7*  | 7*  | 7*  | 8* | 8* | 9  | 9  |
| Preston North End    | 13 | 8  | 6  | 5  | 1  | 1  | 1  | 3  | 3  | 3  | 3  | 4   | 4   | 9   | 6  | 5  | 6  | 8  | 8  | 9  | 8  | 8  | 13 | 9  | 11 | 14 | 12 | 12 | 12  | 10  | 10  | 9   | 9   | 8   | 8   | 9*  | 9*  | 9*  | 8*  | 8*  | 10* | 8*  | 10 | 10 | 10 | 10 |
| Bristol City         | 14 | 10 | 14 | 14 | 8  | 11 | 7  | 9  | 11 | 11 | 14 | 8   | 13  | 15  | 11 | 11 | 11 | 12 | 14 | 14 | 15 | 14 | 12 | 8  | 8  | 11 | 14 | 13 | 13  | 14  | 13  | 11  | 12  | 12  | 13  | 14  | 13  | 14  | 13  | 12  | 12  | 12  | 12 | 12 | 11 | 11 |
| Cardiff City         | 10 | 17 | 20 | 17 | 19 | 16 | 10 | 7  | 6  | 8  | 8  | 11  | 7   | 6   | 7  | 9  | 7  | 9  | 11 | 7  | 10 | 12 | 10 | 11 | 14 | 9  | 13 | 14 | 14* | 13* | 14* | 14* | 14* | 14  | 11  | 10  | 10  | 11  | 11  | 11  | 11  | 11  | 11 | 11 | 12 | 12 |
| Swansea City         | 15 | 18 | 18 | 20 | 22 | 22 | 22 | 21 | 19 | 15 | 12 | 17  | 19  | 13  | 14 | 17 | 17 | 18 | 18 | 16 | 17 | 18 | 16 | 17 | 17 | 16 | 15 | 16 | 17  | 17  | 16  | 17  | 18  | 17  | 15  | 15  | 15  | 15  | 15  | 15  | 15  | 15  | 14 | 14 | 13 | 13 |
| Millwall             | 9  | 15 | 16 | 11 | 12 | 18 | 11 | 11 | 15 | 14 | 15 | 14  | 16  | 18  | 18 | 15 | 18 | 19 | 19 | 19 | 20 | 20 | 20 | 20 | 16 | 15 | 16 | 18 | 16  | 16  | 18  | 21  | 21  | 20  | 18  | 18  | 16  | 16  | 16  | 19  | 20  | 17  | 16 | 16 | 16 | 14 |
| Watford              | 1  | 3  | 9  | 15 | 18 | 12 | 14 | 16 | 20 | 21 | 20 | 19  | 15  | 16  | 16 | 13 | 15 | 13 | 10 | 10 | 12 | 9  | 7  | 10 | 10 | 10 | 8  | 9  | 9   | 11  | 11  | 12  | 11  | 11  | 12  | 13  | 14  | 13  | 14  | 14  | 14  | 14  | 15 | 15 | 14 | 15 |
| Sunderland           | 20 | 21 | 15 | 18 | 9  | 7  | 4  | 5  | 4  | 4  | 4  | 6   | 10  | 8   | 8  | 6  | 9  | 11 | 9  | 6  | 6  | 7  | 9  | 6  | 7  | 6  | 7  | 10 | 7   | 8   | 7   | 10  | 10  | 10  | 10  | 11  | 12  | 12  | 12  | 13  | 13  | 13  | 13 | 13 | 15 | 16 |
| Queens Park Rangers  | 24 | 16 | 17 | 19 | 17 | 20 | 20 | 19 | 22 | 22 | 22 | 22  | 23  | 23  | 23 | 23 | 23 | 22 | 22 | 22 | 22 | 22 | 22 | 22 | 22 | 23 | 23 | 22 | 22  | 22  | 22  | 22  | 22  | 21  | 19  | 19  | 20  | 20  | 18  | 16  | 17  | 16  | 19 | 18 | 17 | 17 |
| Stoke City           | 2  | 13 | 8  | 10 | 16 | 19 | 19 | 20 | 16 | 18 | 21 | 20  | 17  | 11  | 13 | 14 | 16 | 17 | 20 | 20 | 19 | 19 | 19 | 18 | 19 | 19 | 17 | 19 | 19  | 20  | 20  | 19  | 19  | 22  | 22  | 22  | 19  | 19  | 17  | 18  | 18  | 19  | 20 | 17 | 18 | 18 |
| Blackburn Rovers     | 6  | 7  | 12 | 9  | 13 | 8  | 12 | 14 | 18 | 20 | 17 | 15  | 11  | 12  | 10 | 12 | 10 | 7  | 7  | 11 | 9  | 11 | 14 | 15 | 15 | 17 | 18 | 17 | 18* | 18* | 17* | 16* | 17* | 16  | 17  | 17  | 18  | 17  | 19  | 17  | 16  | 18  | 17 | 19 | 19 | 19 |
| Sheffield Wednesday  | 19 | 22 | 24 | 24 | 23 | 23 | 23 | 24 | 24 | 24 | 24 | 24  | 24  | 24  | 24 | 24 | 24 | 24 | 24 | 23 | 23 | 23 | 23 | 23 | 23 | 22 | 22 | 23 | 23  | 23  | 23  | 23  | 23  | 23  | 23  | 23  | 23  | 23  | 23  | 23  | 23  | 22  | 23 | 21 | 20 | 20 |
| Plymouth Argyle      | 3  | 4  | 11 | 16 | 10 | 14 | 18 | 12 | 13 | 16 | 18 | 21  | 18  | 19  | 19 | 19 | 19 | 20 | 16 | 18 | 18 | 16 | 17 | 16 | 18 | 18 | 19 | 15 | 15* | 15* | 15* | 15* | 16* | 15  | 16  | 16  | 17  | 18  | 20  | 21  | 19  | 20  | 18 | 20 | 21 | 21 |
| Birmingham City      | 12 | 9  | 4  | 3  | 4  | 6  | 8  | 10 | 12 | 12 | 6  | 7   | 12  | 14  | 15 | 18 | 14 | 16 | 15 | 17 | 16 | 17 | 18 | 19 | 20 | 20 | 20 | 20 | 20* | 19* | 19* | 18* | 15* | 18* | 20* | 20* | 21* | 21  | 21  | 20  | 22  | 23  | 21 | 22 | 22 | 22 |
| Huddersfield Town    | 22 | 23 | 21 | 23 | 21 | 17 | 16 | 17 | 17 | 19 | 19 | 18  | 21  | 21  | 21 | 21 | 21 | 21 | 21 | 21 | 21 | 21 | 21 | 21 | 21 | 21 | 21 | 21 | 21  | 21  | 21  | 20  | 20  | 19  | 21  | 21  | 22  | 22  | 22  | 22  | 21  | 21  | 22 | 23 | 23 | 23 |
| Rotherham United     | 23 | 20 | 22 | 21 | 20 | 21 | 21 | 23 | 23 | 23 | 23 | 23* | 22* | 22* | 22 | 22 | 22 | 23 | 23 | 24 | 24 | 24 | 24 | 24 | 24 | 24 | 24 | 24 | 24* | 24* | 24* | 24* | 24* | 24  | 24  | 24  | 24  | 24  | 24  | 24  | 24  | 24  | 24 | 24 | 24 | 24 |

(*) Indica la posición del equipo con un partido pendiente

## Resultados
- Todos los horarios corresponden al huso horario del Reino Unido (Hora de Europa Occidental): UTC+0 en horario estándar y UTC+1 en horario de verano.

### Primera vuelta
| Sheffield Wednesday | 1 – 2 | Southampton          | Hillsborough Stadium | 4 de agosto | 20:00 |
| Blackburn Rovers    | 2 – 1 | West Bromwich Albion | Ewood Park           | 5 de agosto | 15:00 |
| Bristol City        | 1 – 1 | Preston North End    | Ashton Gate Stadium  | 5 de agosto | 15:00 |
| Middlesbrough       | 0 – 1 | Millwall             | Riverside Stadium    | 5 de agosto | 15:00 |
| Norwich City        | 2 – 1 | Hull City            | Carrow Road          | 5 de agosto | 15:00 |
| Plymouth Argyle     | 3 – 1 | Huddersfield Town    | Home Park            | 5 de agosto | 15:00 |
| Stoke City          | 4 – 1 | Rotherham United     | Bet365 Stadium       | 5 de agosto | 15:00 |
| Swansea City        | 1 – 1 | Birmingham City      | Liberty Stadium      | 5 de agosto | 15:00 |
| Watford             | 4 – 0 | Queens Park Rangers  | Vicarage Road        | 5 de agosto | 15:00 |
| Leicester City      | 2 – 1 | Coventry City        | King Power Stadium   | 6 de agosto | 12:00 |
| Leeds United        | 2 – 2 | Cardiff City         | Elland Road          | 6 de agosto | 14:30 |
| Sunderland          | 1 – 2 | Ipswich Town         | Stadium of Light     | 6 de agosto | 17:00 |

| Coventry City        | 3 – 0 | Middlesbrough       | Coventry Building Society Arena | 12 de agosto | 12:30 |
| Birmingham City      | 1 – 0 | Leeds United        | St Andrew's Stadium             | 12 de agosto | 15:00 |
| Cardiff City         | 1 – 2 | Queens Park Rangers | Cardiff City Stadium            | 12 de agosto | 15:00 |
| Huddersfield Town    | 0 – 1 | Leicester City      | Kirklees Stadium                | 12 de agosto | 15:00 |
| Hull City            | 4 – 2 | Sheffield Wednesday | MKM Stadium                     | 12 de agosto | 15:00 |
| Ipswich Town         | 2 – 0 | Stoke City          | Portman Road                    | 12 de agosto | 15:00 |
| Millwall             | 0 – 1 | Bristol City        | The Den                         | 12 de agosto | 15:00 |
| Preston North End    | 2 – 1 | Sunderland          | Deepdale                        | 12 de agosto | 15:00 |
| Rotherham United     | 2 – 2 | Blackburn Rovers    | New York Stadium                | 12 de agosto | 15:00 |
| Southampton          | 4 – 4 | Norwich City        | St Mary's Stadium               | 12 de agosto | 15:00 |
| Watford              | 0 – 0 | Plymouth Argyle     | Vicarage Road                   | 12 de agosto | 15:00 |
| West Bromwich Albion | 3 – 2 | Swansea City        | The Hawthorns                   | 12 de agosto | 15:00 |

| Leeds United        | 1 – 1 | West Bromwich Albion | Elland Road          | 18 de agosto | 20:00 |
| Plymouth Argyle     | 1 – 2 | Southampton          | Home Park            | 19 de agosto | 12:30 |
| Blackburn Rovers    | 1 – 2 | Hull City            | Ewood Park           | 19 de agosto | 15:00 |
| Bristol City        | 0 – 2 | Birmingham City      | Ashton Gate Stadium  | 19 de agosto | 15:00 |
| Leicester City      | 2 – 1 | Cardiff City         | King Power Stadium   | 19 de agosto | 15:00 |
| Middlesbrough       | 1 – 1 | Huddersfield Town    | Riverside Stadium    | 19 de agosto | 15:00 |
| Queens Park Rangers | 0 – 1 | Ipswich Town         | Loftus Road          | 19 de agosto | 15:00 |
| Sheffield Wednesday | 0 – 1 | Preston North End    | Hillsborough Stadium | 19 de agosto | 15:00 |
| Stoke City          | 1 – 0 | Watford              | Bet365 Stadium       | 19 de agosto | 15:00 |
| Sunderland          | 2 – 1 | Rotherham United     | Stadium of Light     | 19 de agosto | 15:00 |
| Swansea City        | 1 – 1 | Coventry City        | Liberty Stadium      | 19 de agosto | 15:00 |
| Norwich City        | 3 – 1 | Millwall             | Carrow Road          | 20 de agosto | 12:00 |

| Hull City            | 1 – 1 | Bristol City        | MKM Stadium                     | 25 de agosto | 19:45 |
| Birmingham City      | 2 – 1 | Plymouth Argyle     | St Andrew's Stadium             | 26 de agosto | 15:00 |
| Cardiff City         | 2 – 1 | Sheffield Wednesday | Cardiff City Stadium            | 26 de agosto | 15:00 |
| Coventry City        | 0 – 0 | Sunderland          | Coventry Building Society Arena | 26 de agosto | 15:00 |
| Huddersfield Town    | 0 – 4 | Norwich City        | Kirklees Stadium                | 26 de agosto | 15:00 |
| Ipswich Town         | 3 – 4 | Leeds United        | Portman Road                    | 26 de agosto | 15:00 |
| Millwall             | 1 – 0 | Stoke City          | The Den                         | 26 de agosto | 15:00 |
| Preston North End    | 2 – 1 | Swansea City        | Deepdale                        | 26 de agosto | 15:00 |
| Rotherham United     | 1 – 2 | Leicester City      | New York Stadium                | 26 de agosto | 15:00 |
| Southampton          | 2 – 1 | Queens Park Rangers | St Mary's Stadium               | 26 de agosto | 15:00 |
| West Bromwich Albion | 4 – 2 | Middlesbrough       | The Hawthorns                   | 26 de agosto | 15:00 |
| Watford              | 0 – 1 | Blackburn Rovers    | Vicarage Road                   | 27 de agosto | 12:00 |

| Birmingham City      | 1 – 1 | Millwall            | St Andrew's Stadium             | 2 de septiembre | 12:30 |
| Sunderland           | 5 – 0 | Southampton         | Stadium of Light                | 2 de septiembre | 12:30 |
| Swansea City         | 1 – 2 | Bristol City        | Liberty Stadium                 | 2 de septiembre | 12:30 |
| Coventry City        | 3 – 3 | Watford             | Coventry Building Society Arena | 2 de septiembre | 15:00 |
| Ipswich Town         | 3 – 2 | Cardiff City        | Portman Road                    | 2 de septiembre | 15:00 |
| Leeds United         | 0 – 0 | Sheffield Wednesday | Elland Road                     | 2 de septiembre | 15:00 |
| Leicester City       | 0 – 1 | Hull City           | King Power Stadium              | 2 de septiembre | 15:00 |
| Middlesbrough        | 0 – 2 | Queens Park Rangers | Riverside Stadium               | 2 de septiembre | 15:00 |
| Plymouth Argyle      | 3 – 0 | Blackburn Rovers    | Home Park                       | 2 de septiembre | 15:00 |
| Rotherham United     | 2 – 1 | Norwich City        | New York Stadium                | 2 de septiembre | 15:00 |
| Stoke City           | 0 – 2 | Preston North End   | Bet365 Stadium                  | 2 de septiembre | 15:00 |
| West Bromwich Albion | 1 – 2 | Huddersfield Town   | The Hawthorns                   | 2 de septiembre | 15:00 |

| Hull City           | 1 – 1 | Coventry City        | MKM Stadium          | 15 de septiembre | 19:45 |
| Southampton         | 1 – 4 | Leicester City       | St Mary's Stadium    | 15 de septiembre | 20:00 |
| Blackburn Rovers    | 2 – 1 | Middlesbrough        | Ewood Park           | 16 de septiembre | 15:00 |
| Bristol City        | 0 – 0 | West Bromwich Albion | Ashton Gate Stadium  | 16 de septiembre | 15:00 |
| Huddersfield Town   | 2 – 0 | Rotherham United     | Kirklees Stadium     | 16 de septiembre | 15:00 |
| Norwich City        | 1 – 0 | Stoke City           | Carrow Road          | 16 de septiembre | 15:00 |
| Preston North End   | 2 – 1 | Plymouth Argyle      | Deepdale             | 16 de septiembre | 15:00 |
| Queens Park Rangers | 1 – 3 | Sunderland           | Loftus Road          | 16 de septiembre | 15:00 |
| Sheffield Wednesday | 0 – 1 | Ipswich Town         | Hillsborough Stadium | 16 de septiembre | 15:00 |
| Watford             | 2 – 0 | Birmingham City      | Vicarage Road        | 16 de septiembre | 15:00 |
| Cardiff City        | 2 – 0 | Swansea City         | Cardiff City Stadium | 16 de septiembre | 19:45 |
| Millwall            | 0 – 3 | Leeds United         | The Den              | 17 de septiembre | 12:00 |

| Bristol City        | 4 – 1 | Plymouth Argyle      | Ashton Gate Stadium  | 19 de septiembre | 19:45 |
| Cardiff City        | 3 – 2 | Coventry City        | Cardiff City Stadium | 19 de septiembre | 19:45 |
| Preston North End   | 2 – 1 | Birmingham City      | Deepdale             | 19 de septiembre | 19:45 |
| Queens Park Rangers | 1 – 1 | Swansea City         | Loftus Road          | 19 de septiembre | 19:45 |
| Southampton         | 0 – 1 | Ipswich Town         | St Mary's Stadium    | 19 de septiembre | 19:45 |
| Sheffield Wednesday | 1 – 1 | Middlesbrough        | Hillsborough Stadium | 19 de septiembre | 20:00 |
| Blackburn Rovers    | 1 – 3 | Sunderland           | Ewood Park           | 20 de septiembre | 19:45 |
| Huddersfield Town   | 2 – 2 | Stoke City           | Kirklees Stadium     | 20 de septiembre | 19:45 |
| Hull City           | 0 – 0 | Leeds United         | MKM Stadium          | 20 de septiembre | 19:45 |
| Millwall            | 3 – 0 | Rotherham United     | The Den              | 20 de septiembre | 19:45 |
| Watford             | 2 – 2 | West Bromwich Albion | Vicarage Road        | 20 de septiembre | 19:45 |
| Norwich City        | 0 – 2 | Leicester City       | Carrow Road          | 20 de septiembre | 20:00 |

| Birmingham City      | 0 – 0 | Queens Park Rangers | St Andrew's Stadium             | 22 de septiembre | 20:00 |
| Ipswich Town         | 4 – 3 | Blackburn Rovers    | Portman Road                    | 23 de septiembre | 15:00 |
| Leeds United         | 3 – 0 | Watford             | Elland Road                     | 23 de septiembre | 15:00 |
| Leicester City       | 1 – 0 | Bristol City        | King Power Stadium              | 23 de septiembre | 15:00 |
| Middlesbrough        | 2 – 1 | Southampton         | Riverside Stadium               | 23 de septiembre | 15:00 |
| Plymouth Argyle      | 6 – 2 | Norwich City        | Home Park                       | 23 de septiembre | 15:00 |
| Rotherham United     | 1 – 1 | Preston North End   | New York Stadium                | 23 de septiembre | 15:00 |
| Swansea City         | 3 – 0 | Sheffield Wednesday | Liberty Stadium                 | 23 de septiembre | 15:00 |
| West Bromwich Albion | 0 – 0 | Millwall            | The Hawthorns                   | 23 de septiembre | 15:00 |
| Stoke City           | 1 – 3 | Hull City           | Bet365 Stadium                  | 24 de septiembre | 12:00 |
| Sunderland           | 0 – 1 | Cardiff City        | Stadium of Light                | 24 de septiembre | 15:00 |
| Coventry City        | 1 – 1 | Huddersfield Town   | Coventry Building Society Arena | 25 de septiembre | 20:00 |

| Sheffield Wednesday | 0 – 3 | Sunderland           | Hillsborough Stadium | 29 de septiembre | 20:00 |
| Southampton         | 3 – 1 | Leeds United         | St Mary's Stadium    | 30 de septiembre | 12:30 |
| Bristol City        | 2 – 3 | Stoke City           | Ashton Gate Stadium  | 30 de septiembre | 15:00 |
| Cardiff City        | 2 – 0 | Rotherham United     | Cardiff City Stadium | 30 de septiembre | 15:00 |
| Huddersfield Town   | 1 – 1 | Ipswich Town         | Kirklees Stadium     | 30 de septiembre | 15:00 |
| Hull City           | 1 – 1 | Plymouth Argyle      | MKM Stadium          | 30 de septiembre | 15:00 |
| Millwall            | 0 – 3 | Swansea City         | The Den              | 30 de septiembre | 15:00 |
| Norwich City        | 2 – 0 | Birmingham City      | Carrow Road          | 30 de septiembre | 15:00 |
| Preston North End   | 0 – 4 | West Bromwich Albion | Deepdale             | 30 de septiembre | 15:00 |
| Queens Park Rangers | 1 – 3 | Coventry City        | Loftus Road          | 30 de septiembre | 15:00 |
| Watford             | 2 – 3 | Middlesbrough        | Vicarage Road        | 30 de septiembre | 15:00 |
| Blackburn Rovers    | 1 – 4 | Leicester City       | Ewood Park           | 1 de octubre     | 12:00 |

| Birmingham City      | 4 – 1 | Huddersfield Town   | St Andrew's Stadium             | 3 de octubre | 19:45 |
| Ipswich Town         | 3 – 0 | Hull City           | Portman Road                    | 3 de octubre | 19:45 |
| Middlesbrough        | 2 – 0 | Cardiff City        | Riverside Stadium               | 3 de octubre | 19:45 |
| Plymouth Argyle      | 0 – 2 | Millwall            | Home Park                       | 3 de octubre | 19:45 |
| Stoke City           | 0 – 1 | Southampton         | Bet365 Stadium                  | 3 de octubre | 20:00 |
| West Bromwich Albion | 1 – 0 | Sheffield Wednesday | The Hawthorns                   | 3 de octubre | 20:00 |
| Coventry City        | 1 – 0 | Blackburn Rovers    | Coventry Building Society Arena | 4 de octubre | 19:45 |
| Leeds United         | 1 – 0 | Queens Park Rangers | Elland Road                     | 4 de octubre | 19:45 |
| Leicester City       | 3 – 0 | Preston North End   | King Power Stadium              | 4 de octubre | 19:45 |
| Sunderland           | 2 – 0 | Watford             | Stadium of Light                | 4 de octubre | 19:45 |
| Swansea City         | 2 – 1 | Norwich City        | Liberty Stadium                 | 4 de octubre | 19:45 |
| Rotherham United     | 1 – 2 | Bristol City        | New York Stadium                | 4 de octubre | 20:00 |

| Birmingham City     | 3 – 1 | West Bromwich Albion | St Andrew's Stadium             | 6 de octubre | 20:00 |
| Sunderland          | 0 – 4 | Middlesbrough        | Stadium of Light                | 7 de octubre | 12:30 |
| Cardiff City        | 1 – 1 | Watford              | Cardiff City Stadium            | 7 de octubre | 15:00 |
| Coventry City       | 1 – 1 | Norwich City         | Coventry Building Society Arena | 7 de octubre | 15:00 |
| Ipswich Town        | 4 – 2 | Preston North End    | Portman Road                    | 7 de octubre | 15:00 |
| Leeds United        | 2 – 1 | Bristol City         | Elland Road                     | 7 de octubre | 15:00 |
| Leicester City      | 2 – 0 | Stoke City           | King Power Stadium              | 7 de octubre | 15:00 |
| Millwall            | 2 – 2 | Hull City            | The Den                         | 7 de octubre | 15:00 |
| Plymouth Argyle     | 1 – 3 | Swansea City         | Home Park                       | 7 de octubre | 15:00 |
| Queens Park Rangers | 0 – 4 | Blackburn Rovers     | Loftus Road                     | 7 de octubre | 15:00 |
| Sheffield Wednesday | 0 – 0 | Huddersfield Town    | Hillsborough Stadium            | 7 de octubre | 15:00 |
| Southampton         | 1 – 1 | Rotherham United     | St Mary's Stadium               | 7 de octubre | 15:00 |

| Preston North End    | 1 – 1 | Millwall            | Deepdale            | 21 de octubre  | 12:30 |
| Blackburn Rovers     | 1 – 0 | Cardiff City        | Ewood Park          | 21 de octubre  | 15:00 |
| Bristol City         | 1 – 0 | Coventry City       | Ashton Gate Stadium | 21 de octubre  | 15:00 |
| Huddersfield Town    | 2 – 1 | Queens Park Rangers | Kirklees Stadium    | 21 de octubre  | 15:00 |
| Hull City            | 1 – 2 | Southampton         | MKM Stadium         | 21 de octubre  | 15:00 |
| Middlesbrough        | 1 – 0 | Birmingham City     | Riverside Stadium   | 21 de octubre  | 15:00 |
| Norwich City         | 2 – 3 | Leeds United        | Carrow Road         | 21 de octubre  | 15:00 |
| Stoke City           | 2 – 1 | Sunderland          | Bet365 Stadium      | 21 de octubre  | 15:00 |
| Swansea City         | 1 – 3 | Leicester City      | Liberty Stadium     | 21 de octubre  | 15:00 |
| Watford              | 1 – 0 | Sheffield Wednesday | Vicarage Road       | 21 de octubre  | 15:00 |
| West Bromwich Albion | 0 – 0 | Plymouth Argyle     | The Hawthorns       | 21 de octubre  | 15:00 |
| Rotherham United     | 2 – 2 | Ipswich Town        | New York Stadium    | 7 de noviembre | 14:00 |

| Huddersfield Town    | 0 – 4 | Cardiff City        | Kirklees Stadium    | 24 de octubre | 19:45 |
| Millwall             | 1 – 2 | Blackburn Rovers    | The Den             | 24 de octubre | 19:45 |
| Norwich City         | 1 – 2 | Middlesbrough       | Carrow Road         | 24 de octubre | 19:45 |
| Swansea City         | 0 – 1 | Watford             | Liberty Stadium     | 24 de octubre | 19:45 |
| Leicester City       | 1 – 0 | Sunderland          | King Power Stadium  | 24 de octubre | 20:00 |
| West Bromwich Albion | 2 – 0 | Queens Park Rangers | The Hawthorns       | 24 de octubre | 20:00 |
| Birmingham City      | 0 – 2 | Hull City           | St Andrew's Stadium | 25 de octubre | 19:45 |
| Bristol City         | 0 – 1 | Ipswich Town        | Ashton Gate Stadium | 25 de octubre | 19:45 |
| Plymouth Argyle      | 3 – 0 | Sheffield Wednesday | Home Park           | 25 de octubre | 19:45 |
| Preston North End    | 2 – 2 | Southampton         | Deepdale            | 25 de octubre | 19:45 |
| Rotherham United     | 2 – 0 | Coventry City       | New York Stadium    | 25 de octubre | 19:45 |
| Stoke City           | 1 – 0 | Leeds United        | Bet365 Stadium      | 25 de octubre | 20:00 |

| Leeds United        | 4 – 1 | Huddersfield Town    | Elland Road                     | 28 de octubre | 12:30 |
| Southampton         | 3 – 1 | Birmingham City      | St Mary's Stadium               | 28 de octubre | 12:30 |
| Blackburn Rovers    | 0 – 1 | Swansea City         | Ewood Park                      | 28 de octubre | 15:00 |
| Cardiff City        | 2 – 0 | Bristol City         | Cardiff City Stadium            | 28 de octubre | 15:00 |
| Hull City           | 1 – 0 | Preston North End    | MKM Stadium                     | 28 de octubre | 15:00 |
| Ipswich Town        | 3 – 2 | Plymouth Argyle      | Portman Road                    | 28 de octubre | 15:00 |
| Middlesbrough       | 0 – 2 | Stoke City           | Riverside Stadium               | 28 de octubre | 15:00 |
| Queens Park Rangers | 1 – 2 | Leicester City       | Loftus Road                     | 28 de octubre | 15:00 |
| Sunderland          | 3 – 1 | Norwich City         | Stadium of Light                | 28 de octubre | 15:00 |
| Watford             | 2 – 2 | Millwall             | Vicarage Road                   | 28 de octubre | 15:00 |
| Sheffield Wednesday | 2 – 0 | Rotherham United     | Hillsborough Stadium            | 29 de octubre | 14:00 |
| Coventry City       | 0 – 2 | West Bromwich Albion | Coventry Building Society Arena | 30 de octubre | 21:00 |

| Leicester City       | 0 – 1 | Leeds United        | King Power Stadium  | 3 de noviembre | 20:00 |
| Birmingham City      | 2 – 2 | Ipswich Town        | St Andrew's Stadium | 4 de noviembre | 15:00 |
| Bristol City         | 1 – 0 | Sheffield Wednesday | Ashton Gate Stadium | 4 de noviembre | 15:00 |
| Huddersfield Town    | 0 – 0 | Watford             | Kirklees Stadium    | 4 de noviembre | 15:00 |
| Millwall             | 0 – 1 | Southampton         | The Den             | 4 de noviembre | 15:00 |
| Plymouth Argyle      | 3 – 3 | Middlesbrough       | Home Park           | 4 de noviembre | 15:00 |
| Preston North End    | 3 – 2 | Coventry City       | Deepdale            | 4 de noviembre | 15:00 |
| Rotherham United     | 1 – 1 | Queens Park Rangers | New York Stadium    | 4 de noviembre | 15:00 |
| Stoke City           | 0 – 0 | Cardiff City        | Bet365 Stadium      | 4 de noviembre | 15:00 |
| Swansea City         | 0 – 0 | Sunderland          | Liberty Stadium     | 4 de noviembre | 15:00 |
| West Bromwich Albion | 3 – 1 | Hull City           | The Hawthorns       | 4 de noviembre | 15:00 |
| Norwich City         | 1 – 3 | Blackburn Rovers    | Carrow Road         | 5 de noviembre | 12:00 |

| Blackburn Rovers    | 1 – 2 | Preston North End    | Ewood Park                      | 10 de noviembre | 20:00 |
| Sunderland          | 3 – 1 | Birmingham City      | Stadium of Light                | 11 de noviembre | 12:30 |
| Cardiff City        | 2 – 3 | Norwich City         | Cardiff City Stadium            | 11 de noviembre | 15:00 |
| Coventry City       | 0 – 0 | Stoke City           | Coventry Building Society Arena | 11 de noviembre | 15:00 |
| Hull City           | 1 – 0 | Huddersfield Town    | MKM Stadium                     | 11 de noviembre | 15:00 |
| Ipswich Town        | 3 – 2 | Swansea City         | Portman Road                    | 11 de noviembre | 15:00 |
| Leeds United        | 2 – 1 | Plymouth Argyle      | Elland Road                     | 11 de noviembre | 15:00 |
| Middlesbrough       | 1 – 0 | Leicester City       | Riverside Stadium               | 11 de noviembre | 15:00 |
| Queens Park Rangers | 0 – 0 | Bristol City         | Loftus Road                     | 11 de noviembre | 15:00 |
| Sheffield Wednesday | 0 – 4 | Millwall             | Hillsborough Stadium            | 11 de noviembre | 15:00 |
| Southampton         | 2 – 1 | West Bromwich Albion | St Mary's Stadium               | 11 de noviembre | 15:00 |
| Watford             | 5 – 0 | Rotherham United     | Vicarage Road                   | 11 de noviembre | 15:00 |

| Rotherham United     | 1 – 1 | Leeds United        | New York Stadium    | 24 de noviembre | 20:00 |
| Birmingham City      | 2 – 1 | Sheffield Wednesday | St Andrew's Stadium | 25 de noviembre | 15:00 |
| Bristol City         | 3 – 2 | Middlesbrough       | Ashton Gate Stadium | 25 de noviembre | 15:00 |
| Huddersfield Town    | 1 – 1 | Southampton         | Kirklees Stadium    | 25 de noviembre | 15:00 |
| Leicester City       | 2 – 0 | Watford             | King Power Stadium  | 25 de noviembre | 15:00 |
| Millwall             | 0 – 3 | Coventry City       | The Den             | 25 de noviembre | 15:00 |
| Norwich City         | 1 – 0 | Queens Park Rangers | Carrow Road         | 25 de noviembre | 15:00 |
| Plymouth Argyle      | 2 – 0 | Sunderland          | Home Park           | 25 de noviembre | 15:00 |
| Preston North End    | 1 – 2 | Cardiff City        | Deepdale            | 25 de noviembre | 15:00 |
| Stoke City           | 0 – 3 | Blackburn Rovers    | Bet365 Stadium      | 25 de noviembre | 15:00 |
| Swansea City         | 2 – 2 | Hull City           | Liberty Stadium     | 25 de noviembre | 15:00 |
| West Bromwich Albion | 2 – 0 | Ipswich Town        | The Hawthorns       | 25 de noviembre | 17:30 |

| Cardiff City        | 0 – 1 | West Bromwich Albion | Cardiff City Stadium            | 28 de noviembre | 19:45 |
| Coventry City       | 1 – 0 | Plymouth Argyle      | Coventry Building Society Arena | 28 de noviembre | 19:45 |
| Hull City           | 4 – 1 | Rotherham United     | MKM Stadium                     | 28 de noviembre | 19:45 |
| Middlesbrough       | 4 – 0 | Preston North End    | Riverside Stadium               | 28 de noviembre | 19:45 |
| Queens Park Rangers | 4 – 2 | Stoke City           | Loftus Road                     | 28 de noviembre | 19:45 |
| Watford             | 3 – 2 | Norwich City         | Vicarage Road                   | 28 de noviembre | 20:00 |
| Blackburn Rovers    | 4 – 2 | Birmingham City      | Ewood Park                      | 29 de noviembre | 19:45 |
| Leeds United        | 3 – 1 | Swansea City         | Elland Road                     | 29 de noviembre | 19:45 |
| Sheffield Wednesday | 1 – 1 | Leicester City       | Hillsborough Stadium            | 29 de noviembre | 19:45 |
| Southampton         | 1 – 0 | Bristol City         | St Mary's Stadium               | 29 de noviembre | 19:45 |
| Sunderland          | 1 – 2 | Huddersfield Town    | Stadium of Light                | 29 de noviembre | 19:45 |
| Ipswich Town        | 3 – 1 | Millwall             | Portman Road                    | 29 de noviembre | 20:00 |

| Preston North End    | 0 – 2 | Queens Park Rangers | Deepdale             | 1 de diciembre | 20:00 |
| West Bromwich Albion | 1 – 2 | Leicester City      | The Hawthorns        | 2 de diciembre | 12:30 |
| Birmingham City      | 0 – 0 | Rotherham United    | St Andrew's Stadium  | 2 de diciembre | 15:00 |
| Hull City            | 1 – 2 | Watford             | MKM Stadium          | 2 de diciembre | 15:00 |
| Ipswich Town         | 2 – 1 | Coventry City       | Portman Road         | 2 de diciembre | 15:00 |
| Leeds United         | 3 – 2 | Middlesbrough       | Elland Road          | 2 de diciembre | 15:00 |
| Millwall             | 1 – 1 | Sunderland          | The Den              | 2 de diciembre | 15:00 |
| Plymouth Argyle      | 2 – 1 | Stoke City          | Home Park            | 2 de diciembre | 15:00 |
| Sheffield Wednesday  | 3 – 1 | Blackburn Rovers    | Hillsborough Stadium | 2 de diciembre | 15:00 |
| Southampton          | 2 – 0 | Cardiff City        | St Mary's Stadium    | 2 de diciembre | 15:00 |
| Swansea City         | 1 – 1 | Huddersfield Town   | Liberty Stadium      | 2 de diciembre | 15:00 |
| Bristol City         | 1 – 2 | Norwich City        | Ashton Gate Stadium  | 3 de diciembre | 13:30 |

| Coventry City       | 2 – 0 | Birmingham City      | Coventry Building Society Arena | 8 de diciembre | 20:00 |
| Blackburn Rovers    | 0 – 2 | Leeds United         | Ewood Park                      | 9 de diciembre | 12:30 |
| Sunderland          | 2 – 1 | West Bromwich Albion | Stadium of Light                | 9 de diciembre | 12:30 |
| Cardiff City        | 1 – 0 | Millwall             | Cardiff City Stadium            | 9 de diciembre | 15:00 |
| Huddersfield Town   | 1 – 1 | Bristol City         | Kirklees Stadium                | 9 de diciembre | 15:00 |
| Leicester City      | 4 – 0 | Plymouth Argyle      | King Power Stadium              | 9 de diciembre | 15:00 |
| Middlesbrough       | 0 – 2 | Ipswich Town         | Riverside Stadium               | 9 de diciembre | 15:00 |
| Norwich City        | 0 – 0 | Preston North End    | Carrow Road                     | 9 de diciembre | 15:00 |
| Queens Park Rangers | 2 – 0 | Hull City            | Loftus Road                     | 9 de diciembre | 15:00 |
| Rotherham United    | 1 – 2 | Swansea City         | New York Stadium                | 9 de diciembre | 15:00 |
| Stoke City          | 0 – 1 | Sheffield Wednesday  | Bet365 Stadium                  | 9 de diciembre | 15:00 |
| Watford             | 1 – 1 | Southampton          | Vicarage Road                   | 9 de diciembre | 15:00 |

| Blackburn Rovers    | 2 – 1 | Bristol City         | Ewood Park                      | 12 de diciembre | 19:45 |
| Huddersfield Town   | 1 – 3 | Preston North End    | Kirklees Stadium                | 12 de diciembre | 19:45 |
| Rotherham United    | 0 – 2 | West Bromwich Albion | New York Stadium                | 12 de diciembre | 19:45 |
| Stoke City          | 1 – 1 | Swansea City         | Bet365 Stadium                  | 12 de diciembre | 19:45 |
| Watford             | 1 – 2 | Ipswich Town         | Vicarage Road                   | 12 de diciembre | 19:45 |
| Sunderland          | 1 – 0 | Leeds United         | Stadium of Light                | 12 de diciembre | 20:00 |
| Cardiff City        | 0 – 1 | Birmingham City      | Cardiff City Stadium            | 13 de diciembre | 19:45 |
| Coventry City       | 1 – 1 | Southampton          | Coventry Building Society Arena | 13 de diciembre | 19:45 |
| Leicester City      | 3 – 2 | Millwall             | King Power Stadium              | 13 de diciembre | 19:45 |
| Norwich City        | 3 – 1 | Sheffield Wednesday  | Carrow Road                     | 13 de diciembre | 19:45 |
| Queens Park Rangers | 0 – 0 | Plymouth Argyle      | Loftus Road                     | 13 de diciembre | 19:45 |
| Middlesbrough       | 1 – 2 | Hull City            | Riverside Stadium               | 13 de diciembre | 20:00 |

| Ipswich Town         | 2 – 2 | Norwich City        | Portman Road         | 16 de diciembre | 12:30 |
| Bristol City         | 1 – 0 | Sunderland          | Ashton Gate Stadium  | 16 de diciembre | 15:00 |
| Hull City            | 3 – 0 | Cardiff City        | MKM Stadium          | 16 de diciembre | 15:00 |
| Leeds United         | 1 – 1 | Coventry City       | Elland Road          | 16 de diciembre | 15:00 |
| Millwall             | 1 – 1 | Huddersfield Town   | The Den              | 16 de diciembre | 15:00 |
| Plymouth Argyle      | 3 – 2 | Rotherham United    | Home Park            | 16 de diciembre | 15:00 |
| Preston North End    | 1 – 5 | Watford             | Deepdale             | 16 de diciembre | 15:00 |
| Sheffield Wednesday  | 2 – 1 | Queens Park Rangers | Hillsborough Stadium | 16 de diciembre | 15:00 |
| Southampton          | 4 – 0 | Blackburn Rovers    | St Mary's Stadium    | 16 de diciembre | 15:00 |
| Swansea City         | 1 – 2 | Middlesbrough       | Liberty Stadium      | 16 de diciembre | 15:00 |
| West Bromwich Albion | 1 – 1 | Stoke City          | The Hawthorns        | 17 de diciembre | 12:00 |
| Birmingham City      | 2 – 3 | Leicester City      | St Andrew's Stadium  | 18 de diciembre | 20:00 |

| Bristol City        | 3 – 2 | Hull City            | Ashton Gate Stadium  | 22 de diciembre | 19:45 |
| Swansea City        | 2 – 1 | Preston North End    | Liberty Stadium      | 22 de diciembre | 19:45 |
| Leeds United        | 4 – 0 | Ipswich Town         | Elland Road          | 23 de diciembre | 12:30 |
| Blackburn Rovers    | 1 – 2 | Watford              | Ewood Park           | 23 de diciembre | 15:00 |
| Leicester City      | 3 – 0 | Rotherham United     | King Power Stadium   | 23 de diciembre | 15:00 |
| Middlesbrough       | 1 – 0 | West Bromwich Albion | Riverside Stadium    | 23 de diciembre | 15:00 |
| Norwich City        | 2 – 0 | Huddersfield Town    | Carrow Road          | 23 de diciembre | 15:00 |
| Plymouth Argyle     | 3 – 3 | Birmingham City      | Home Park            | 23 de diciembre | 15:00 |
| Queens Park Rangers | 0 – 1 | Southampton          | Loftus Road          | 23 de diciembre | 15:00 |
| Sheffield Wednesday | 1 – 2 | Cardiff City         | Hillsborough Stadium | 23 de diciembre | 15:00 |
| Stoke City          | 0 – 0 | Millwall             | Bet365 Stadium       | 23 de diciembre | 15:00 |
| Sunderland          | 0 – 3 | Coventry City        | Stadium of Light     | 23 de diciembre | 15:00 |

### Segunda vuelta
| Preston North End    | 2 - 1 | Leeds United        | Deepdale                        | 26 de diciembre | 12:30 |
| Millwall             | 2 - 0 | Queens Park Rangers | The Den                         | 26 de diciembre | 13:00 |
| Cardiff City         | 2 - 2 | Plymouth Argyle     | Cardiff City Stadium            | 26 de diciembre | 15:00 |
| Coventry City        | 2 - 0 | Sheffield Wednesday | Coventry Building Society Arena | 26 de diciembre | 15:00 |
| Huddersfield Town    | 3 - 0 | Blackburn Rovers    | Kirklees Stadium                | 26 de diciembre | 15:00 |
| Hull City            | 0 - 1 | Sunderland          | MKM Stadium                     | 26 de diciembre | 15:00 |
| Rotherham United     | 1 - 0 | Middlesbrough       | New York Stadium                | 26 de diciembre | 15:00 |
| Southampton          | 5 - 0 | Swansea City        | St Mary's Stadium               | 26 de diciembre | 15:00 |
| Watford              | 1 - 4 | Bristol City        | Vicarage Road                   | 26 de diciembre | 15:00 |
| West Bromwich Albion | 1 - 0 | Norwich City        | The Hawthorns                   | 26 de diciembre | 15:00 |
| Birmingham City      | 1 - 3 | Stoke City          | St Andrew's Stadium             | 26 de diciembre | 17:15 |
| Ipswich Town         | 1 - 1 | Leicester City      | Portman Road                    | 26 de diciembre | 19:45 |

| Southampton          | 2 - 1 | Plymouth Argyle     | St Mary's Stadium               | 29 de diciembre | 18:00 |
| Birmingham City      | 0 - 0 | Bristol City        | St Andrew's Stadium             | 29 de diciembre | 19:45 |
| Cardiff City         | 0 - 2 | Leicester City      | Cardiff City Stadium            | 29 de diciembre | 19:45 |
| Coventry City        | 2 - 2 | Swansea City        | Coventry Building Society Arena | 29 de diciembre | 19:45 |
| Huddersfield Town    | 1 - 2 | Middlesbrough       | Kirklees Stadium                | 29 de diciembre | 19:45 |
| Hull City            | 3 - 2 | Blackburn Rovers    | MKM Stadium                     | 29 de diciembre | 19:45 |
| Ipswich Town         | 0 - 0 | Queens Park Rangers | Portman Road                    | 29 de diciembre | 19:45 |
| Millwall             | 1 - 0 | Norwich City        | The Den                         | 29 de diciembre | 19:45 |
| Preston North End    | 0 - 1 | Sheffield Wednesday | Deepdale                        | 29 de diciembre | 19:45 |
| Rotherham United     | 1 - 1 | Sunderland          | New York Stadium                | 29 de diciembre | 19:45 |
| Watford              | 1 - 1 | Stoke City          | Vicarage Road                   | 29 de diciembre | 19:45 |
| West Bromwich Albion | 1 - 0 | Leeds United        | The Hawthorns                   | 29 de diciembre | 20:15 |

| Sunderland          | 2 - 0 | Preston North End    | Stadium of Light     | 1 de enero | 12:30 |
| Blackburn Rovers    | 2 - 2 | Rotherham United     | Ewood Park           | 1 de enero | 15:00 |
| Bristol City        | 0 - 1 | Millwall             | Ashton Gate Stadium  | 1 de enero | 15:00 |
| Leeds United        | 3 - 0 | Birmingham City      | Elland Road          | 1 de enero | 15:00 |
| Leicester City      | 4 - 1 | Huddersfield Town    | King Power Stadium   | 1 de enero | 15:00 |
| Middlesbrough       | 1 - 3 | Coventry City        | Riverside Stadium    | 1 de enero | 15:00 |
| Norwich City        | 1 - 1 | Southampton          | Carrow Road          | 1 de enero | 15:00 |
| Plymouth Argyle     | 3 - 3 | Watford              | Home Park            | 1 de enero | 15:00 |
| Queens Park Rangers | 1 - 2 | Cardiff City         | Loftus Road          | 1 de enero | 15:00 |
| Stoke City          | 0 - 0 | Ipswich Town         | Bet365 Stadium       | 1 de enero | 15:00 |
| Swansea City        | 1 - 0 | West Bromwich Albion | Liberty Stadium      | 1 de enero | 15:00 |
| Sheffield Wednesday | 3 - 1 | Hull City            | Hillsborough Stadium | 1 de enero | 17:15 |

| Hull City            | 1 - 2 | Norwich City        | MKM Stadium                     | 12 de enero | 20:00 |
| Birmingham City      | 2 - 2 | Swansea City        | St Andrew's Stadium             | 13 de enero | 15:00 |
| Cardiff City         | 0 - 3 | Leeds United        | Cardiff City Stadium            | 13 de enero | 15:00 |
| Coventry City        | 3 - 1 | Leicester City      | Coventry Building Society Arena | 13 de enero | 15:00 |
| Huddersfield Town    | 1 - 1 | Plymouth Argyle     | Kirklees Stadium                | 13 de enero | 15:00 |
| Millwall             | 1 - 3 | Middlesbrough       | The Den                         | 13 de enero | 15:00 |
| Preston North End    | 2 - 0 | Bristol City        | Deepdale                        | 13 de enero | 15:00 |
| Rotherham United     | 0 - 1 | Stoke City          | New York Stadium                | 13 de enero | 15:00 |
| Southampton          | 4 - 0 | Sheffield Wednesday | St Mary's Stadium               | 13 de enero | 15:00 |
| West Bromwich Albion | 4 - 1 | Blackburn Rovers    | The Hawthorns                   | 13 de enero | 15:00 |
| Ipswich Town         | 2 - 1 | Sunderland          | Portman Road                    | 13 de enero | 17:30 |
| Queens Park Rangers  | 1 - 2 | Watford             | Loftus Road                     | 14 de enero | 12:00 |

| Sunderland          | 0 - 1 | Hull City            | Stadium of Light     | 19 de enero | 20:00 |
| Swansea City        | 1 - 3 | Southampton          | Liberty Stadium      | 20 de enero | 12:30 |
| Blackburn Rovers    | 1 - 1 | Huddersfield Town    | Ewood Park           | 20 de enero | 15:00 |
| Bristol City        | 1 - 1 | Watford              | Ashton Gate Stadium  | 20 de enero | 15:00 |
| Middlesbrough       | 1 - 1 | Rotherham United     | Riverside Stadium    | 20 de enero | 15:00 |
| Norwich City        | 2 - 0 | West Bromwich Albion | Carrow Road          | 20 de enero | 15:00 |
| Plymouth Argyle     | 3 - 1 | Cardiff City         | Home Park            | 20 de enero | 15:00 |
| Queens Park Rangers | 2 - 0 | Millwall             | Loftus Road          | 20 de enero | 15:00 |
| Sheffield Wednesday | 1 - 2 | Coventry City        | Hillsborough Stadium | 20 de enero | 15:00 |
| Stoke City          | 1 - 2 | Birmingham City      | Bet365 Stadium       | 20 de enero | 15:00 |
| Leeds United        | 2 - 1 | Preston North End    | Elland Road          | 21 de enero | 12:00 |
| Leicester City      | 1 - 1 | Ipswich Town         | King Power Stadium   | 22 de enero | 20:00 |

| Leeds United        | 1 - 0 | Norwich City         | Elland Road                     | 24 de enero   | 19:45 |
| Sunderland          | 3 - 1 | Stoke City           | Stadium of Light                | 27 de enero   | 15:00 |
| Millwall            | 1 - 1 | Preston North End    | The Den                         | 27 de enero   | 15:00 |
| Queens Park Rangers | 1 - 1 | Huddersfield Town    | Loftus Road                     | 28 de enero   | 13:30 |
| Coventry City       | 2 - 2 | Bristol City         | Coventry Building Society Arena | 30 de enero   | 19:45 |
| Leicester City      | 3 - 1 | Swansea City         | King Power Stadium              | 30 de enero   | 19:45 |
| Sheffield Wednesday | 0 - 0 | Watford              | Hillsborough Stadium            | 31 de enero   | 19:45 |
| Cardiff City        | 0 - 0 | Blackburn Rovers     | Cardiff City Stadium            | 20 de febrero | 19:45 |
| Ipswich Town        | 4 - 3 | Rotherham United     | Portman Road                    | 20 de febrero | 19:45 |
| Plymouth Argyle     | 0 - 3 | West Bromwich Albion | Home Park                       | 20 de febrero | 19:45 |
| Southampton         | 1 - 2 | Hull City            | St Mary's Stadium               | 20 de febrero | 19:45 |
| Birmingham City     | 0 - 1 | Middlesbrough        | St Andrew's Stadium             | 12 de marzo   | 19:45 |

| Blackburn Rovers     | 1 - 2 | Queens Park Rangers | Ewood Park          | 3 de febrero | 15:00 |
| Bristol City         | 0 - 1 | Leeds United        | Ashton Gate Stadium | 3 de febrero | 15:00 |
| Huddersfield Town    | 4 - 0 | Sheffield Wednesday | Kirklees Stadium    | 3 de febrero | 15:00 |
| Hull City            | 1 - 0 | Millwall            | MKM Stadium         | 3 de febrero | 15:00 |
| Norwich City         | 2 - 1 | Coventry City       | Carrow Road         | 3 de febrero | 15:00 |
| Preston North End    | 3 - 2 | Ipswich Town        | Deepdale            | 3 de febrero | 15:00 |
| Rotherham United     | 0 - 2 | Southampton         | New York Stadium    | 3 de febrero | 15:00 |
| Stoke City           | 0 - 5 | Leicester City      | Bet365 Stadium      | 3 de febrero | 15:00 |
| Swansea City         | 0 - 1 | Plymouth Argyle     | Liberty Stadium     | 3 de febrero | 15:00 |
| Watford              | 0 - 1 | Cardiff City        | Vicarage Road       | 3 de febrero | 15:00 |
| West Bromwich Albion | 1 - 0 | Birmingham City     | The Hawthorns       | 3 de febrero | 15:00 |
| Middlesbrough        | 1 - 1 | Sunderland          | Riverside Stadium   | 4 de febrero | 12:00 |

| Sheffield Wednesday | 2 - 0  | Birmingham City      | Hillsborough Stadium            | 9 de febrero  | 20:00 |
| Ipswich Town        | 2 - 2  | West Bromwich Albion | Portman Road                    | 10 de febrero | 12:30 |
| Blackburn Rovers    | 3 - 1  | Stoke City           | Ewood Park                      | 10 de febrero | 15:00 |
| Cardiff City        | 0 - 2  | Preston North End    | Cardiff City Stadium            | 10 de febrero | 15:00 |
| Hull City           | 0 - 1  | Swansea City         | MKM Stadium                     | 10 de febrero | 15:00 |
| Leeds United        | .3 - 0 | Rotherham United     | Elland Road                     | 10 de febrero | 15:00 |
| Middlesbrough       | 1 - 2  | Bristol City         | Riverside Stadium               | 10 de febrero | 15:00 |
| Queens Park Rangers | 2 - 2  | Norwich City         | Loftus Road                     | 10 de febrero | 15:00 |
| Southampton         | 5 - 3  | Huddersfield Town    | St Mary's Stadium               | 10 de febrero | 15:00 |
| Sunderland          | 3 - 1  | Plymouth Argyle      | Stadium of Light                | 10 de febrero | 15:00 |
| Watford             | 1 - 2  | Leicester City       | Vicarage Road                   | 10 de febrero | 15:00 |
| Coventry City       | 2 - 1  | Millwall             | Coventry Building Society Arena | 11 de febrero | 12:00 |

| Birmingham City      | 1 - 0 | Blackburn Rovers    | St Andrew's Stadium | 13 de febrero | 19:45 |
| Leicester City       | 2 - 0 | Sheffield Wednesday | King Power Stadium  | 13 de febrero | 19:45 |
| Norwich City         | 4 - 2 | Watford             | Carrow Road         | 13 de febrero | 19:45 |
| Rotherham United     | 1 - 2 | Hull City           | New York Stadium    | 13 de febrero | 19:45 |
| Swansea City         | 0 - 4 | Leeds United        | Liberty Stadium     | 13 de febrero | 19:45 |
| Bristol City         | 3 - 1 | Southampton         | Ashton Gate Stadium | 13 de febrero | 20:00 |
| West Bromwich Albion | 2 - 0 | Cardiff City        | The Hawthorns       | 13 de febrero | 20:00 |
| Huddersfield Town    | 1 - 0 | Sunderland          | Kirklees Stadium    | 14 de febrero | 19:45 |
| Plymouth Argyle      | 2 - 2 | Coventry City       | Home Park           | 14 de febrero | 19:45 |
| Preston North End    | 2 - 1 | Middlesbrough       | Deepdale            | 14 de febrero | 19:45 |
| Stoke City           | 1 - 0 | Queens Park Rangers | Bet365 Stadium      | 14 de febrero | 19:45 |
| Millwall             | 0 - 4 | Ipswich Town        | The Den             | 14 de febrero | 20:00 |

| West Bromwich Albion | 0 - 2 | Southampton         | The Hawthorns       | 16 de febrero | 20:00 |
| Plymouth Argyle      | 0 - 2 | Leeds United        | Home Park           | 17 de febrero | 12:30 |
| Birmingham City      | 2 - 1 | Sunderland          | St Andrew's Stadium | 17 de febrero | 15:00 |
| Bristol City         | 0 - 1 | Queens Park Rangers | Ashton Gate Stadium | 17 de febrero | 15:00 |
| Huddersfield Town    | 1 - 2 | Hull City           | Kirklees Stadium    | 17 de febrero | 15:00 |
| Leicester City       | 1 - 2 | Middlesbrough       | King Power Stadium  | 17 de febrero | 15:00 |
| Millwall             | 0 - 2 | Sheffield Wednesday | The Den             | 17 de febrero | 15:00 |
| Norwich City         | 4 - 1 | Cardiff City        | Carrow Road         | 17 de febrero | 15:00 |
| Preston North End    | 2 - 2 | Blackburn Rovers    | Deepdale            | 17 de febrero | 15:00 |
| Rotherham United     | 0 - 1 | Watford             | New York Stadium    | 17 de febrero | 15:00 |
| Stoke City           | 0 - 1 | Coventry City       | Bet365 Stadium      | 17 de febrero | 15:00 |
| Swansea City         | 1 - 2 | Ipswich Town        | Liberty Stadium     | 17 de febrero | 15:00 |

| Coventry City       | 0 - 3 | Preston North End    | Coventry Building Society Arena | 23 de febrero | 19:45 |
| Leeds United        | 3 - 1 | Leicester City       | Elland Road                     | 23 de febrero | 20:00 |
| Hull City           | 1 - 1 | West Bromwich Albion | MKM Stadium                     | 24 de febrero | 12:30 |
| Blackburn Rovers    | 1 - 1 | Norwich City         | Ewood Park                      | 24 de febrero | 15:00 |
| Cardiff City        | 2 - 1 | Stoke City           | Cardiff City Stadium            | 24 de febrero | 15:00 |
| Ipswich Town        | 3 - 1 | Birmingham City      | Portman Road                    | 24 de febrero | 15:00 |
| Middlesbrough       | 0 - 2 | Plymouth Argyle      | Riverside Stadium               | 24 de febrero | 15:00 |
| Queens Park Rangers | 2 - 1 | Rotherham United     | Loftus Road                     | 24 de febrero | 15:00 |
| Sheffield Wednesday | 2 - 1 | Bristol City         | Hillsborough Stadium            | 24 de febrero | 15:00 |
| Southampton         | 1 - 2 | Millwall             | St Mary's Stadium               | 24 de febrero | 15:00 |
| Sunderland          | 1 - 2 | Swansea City         | Stadium of Light                | 24 de febrero | 15:00 |
| Watford             | 1 - 2 | Huddersfield Town    | Vicarage Road                   | 24 de febrero | 15:00 |

| West Bromwich Albion | 2 - 1 | Coventry City       | The Hawthorns       | 1 de marzo | 20:00 |
| Bristol City         | 0 - 1 | Cardiff City        | Ashton Gate Stadium | 2 de marzo | 12:30 |
| Huddersfield Town    | 1 - 1 | Leeds United        | Kirklees Stadium    | 2 de marzo | 12:30 |
| Birmingham City      | 3 - 4 | Southampton         | St Andrew's Stadium | 2 de marzo | 15:00 |
| Leicester City       | 1 - 2 | Queens Park Rangers | King Power Stadium  | 2 de marzo | 15:00 |
| Millwall             | 1 - 0 | Watford             | The Den             | 2 de marzo | 15:00 |
| Norwich City         | 1 - 0 | Sunderland          | Carrow Road         | 2 de marzo | 15:00 |
| Plymouth Argyle      | 0 - 2 | Ipswich Town        | Home Park           | 2 de marzo | 15:00 |
| Preston North End    | 0 - 0 | Hull City           | Deepdale            | 2 de marzo | 15:00 |
| Rotherham United     | 0 - 1 | Sheffield Wednesday | New York Stadium    | 2 de marzo | 15:00 |
| Stoke City           | 2 - 0 | Middlesbrough       | Bet365 Stadium      | 2 de marzo | 15:00 |
| Swansea City         | 2 - 1 | Blackburn Rovers    | Liberty Stadium     | 2 de marzo | 15:00 |

| Sunderland          | 0 - 1 | Leicester City       | Stadium of Light                | 5 de marzo  | 19:45 |
| Sheffield Wednesday | 1 - 0 | Plymouth Argyle      | Hillsborough Stadium            | 5 de marzo  | 19:45 |
| Blackburn Rovers    | 1 - 1 | Millwall             | Ewood Park                      | 5 de marzo  | 19:45 |
| Coventry City       | 5 - 0 | Rotherham United     | Coventry Building Society Arena | 5 de marzo  | 19:45 |
| Hull City           | 1 - 1 | Birmingham City      | MKM Stadium                     | 5 de marzo  | 19:45 |
| Leeds United        | 1 - 0 | Stoke City           | Elland Road                     | 5 de marzo  | 19:45 |
| Ipswich Town        | 3 - 2 | Bristol City         | Portman Road                    | 5 de marzo  | 20:00 |
| Cardiff City        | 1 - 0 | Huddersfield Town    | Cardiff City Stadium            | 6 de marzo  | 19:45 |
| Middlesbrough       | 3 - 1 | Norwich City         | Riverside Stadium               | 6 de marzo  | 19:45 |
| Watford             | 1 - 1 | Swansea City         | Vicarage Road                   | 6 de marzo  | 19:45 |
| Queens Park Rangers | 2 - 2 | West Bromwich Albion | Loftus Road                     | 6 de marzo  | 20:00 |
| Southampton         | 3 - 0 | Preston North End    | St Mary's Stadium               | 16 de abril | 18:00 |

| Sheffield Wednesday | 0 - 2 | Leeds United         | Hillsborough Stadium | 8 de marzo  | 20:00 |
| Cardiff City        | 2 - 1 | Ipswich Town         | Cardiff City Stadium | 9 de marzo  | 12:30 |
| Blackburn Rovers    | 1 - 1 | Plymouth Argyle      | Ewood Park           | 9 de marzo  | 15:00 |
| Hull City           | 2 - 2 | Leicester City       | MKM Stadium          | 9 de marzo  | 15:00 |
| Millwall            | 1 - 0 | Birmingham City      | The Den              | 9 de marzo  | 15:00 |
| Norwich City        | 5 - 0 | Rotherham United     | Carrow Road          | 9 de marzo  | 15:00 |
| Preston North End   | 1 - 2 | Stoke City           | Deepdale             | 9 de marzo  | 15:00 |
| Queens Park Rangers | 0 - 2 | Middlesbrough        | Loftus Road          | 9 de marzo  | 15:00 |
| Southampton         | 4 - 2 | Sunderland           | St Mary's Stadium    | 9 de marzo  | 15:00 |
| Watford             | 1 - 2 | Coventry City        | Vicarage Road        | 9 de marzo  | 15:00 |
| Huddersfield Town   | 1 - 4 | West Bromwich Albion | Kirklees Stadium     | 10 de marzo | 12:00 |
| Bristol City        | 1 - 0 | Swansea City         | Ashton Gate Stadium  | 10 de marzo | 12:30 |

| Swansea City         | 2 - 0 | Cardiff City        | Liberty Stadium                 | 16 de marzo | 12:30 |
| West Bromwich Albion | 2 - 0 | Bristol City        | The Hawthorns                   | 16 de marzo | 15:00 |
| Sunderland           | 0 - 0 | Queens Park Rangers | Stadium of Light                | 16 de marzo | 15:00 |
| Stoke City           | 0 - 3 | Norwich City        | Bet365 Stadium                  | 16 de marzo | 15:00 |
| Rotherham United     | 0 - 0 | Huddersfield Town   | New York Stadium                | 16 de marzo | 15:00 |
| Plymouth Argyle      | 0 - 1 | Preston North End   | Home Park                       | 16 de marzo | 15:00 |
| Middlesbrough        | 0 - 0 | Blackburn Rovers    | Riverside Stadium               | 16 de marzo | 15:00 |
| Ipswich Town         | 6 - 0 | Sheffield Wednesday | Portman Road                    | 16 de marzo | 15:00 |
| Birmingham City      | 0 - 1 | Watford             | St Andrew's Stadium             | 16 de marzo | 15:00 |
| Leeds United         | 2 - 0 | Millwall            | Elland Road                     | 17 de marzo | 15:00 |
| Leicester City       | 5 - 0 | Southampton         | King Power Stadium              | 23 de abril | 18:00 |
| Coventry City        | 2 - 3 | Hull City           | Coventry Building Society Arena | 24 de abril | 17:45 |

| Bristol City        | 1 - 0 | Leicester City       | The Den              | 29 de marzo | 12:00 |
| Millwall            | 1 - 1 | West Bromwich Albion | Cardiff City Stadium | 29 de marzo | 13:00 |
| Sheffield Wednesday | 1 - 1 | Swansea City         | Hillsborough Stadium | 29 de marzo | 15:00 |
| Huddersfield Town   | 1 - 3 | Coventry City        | Kirklees Stadium     | 29 de marzo | 15:00 |
| Hull City           | 0 - 2 | Stoke City           | MKM Stadium          | 29 de marzo | 15:00 |
| Norwich City        | 2 - 1 | Plymouth Argyle      | Carrow Road          | 29 de marzo | 15:00 |
| Preston North End   | 3 - 0 | Rotherham United     | Deepdale             | 29 de marzo | 15:00 |
| Queens Park Rangers | 2 - 1 | Birmingham City      | Loftus Road          | 29 de marzo | 15:00 |
| Southampton         | 1 - 1 | Middlesbrough        | St Mary's Stadium    | 29 de marzo | 15:00 |
| Cardiff City        | 0 - 2 | Sunderland           | Cardiff City Stadium | 29 de marzo | 15:00 |
| Blackburn Rovers    | 0 - 1 | Ipswich Town         | Ewood Park           | 29 de marzo | 17:30 |
| Watford             | 2 - 2 | Leeds United         | Vicarage Road        | 29 de marzo | 20:00 |

| Leicester City       | 3 - 1 | Norwich City        | King Power Stadium              | 1 de abril | 12:30 |
| Plymouth Argyle      | 0 - 1 | Bristol City        | Home Park                       | 1 de abril | 15:00 |
| Swansea City         | 0 - 1 | Queens Park Rangers | Liberty Stadium                 | 1 de abril | 15:00 |
| West Bromwich Albion | 2 - 2 | Watford             | The Hawthorns                   | 1 de abril | 15:00 |
| Birmingham City      | 1 - 0 | Preston North End   | St Andrew's Stadium             | 1 de abril | 15:00 |
| Middlesbrough        | 2 - 0 | Sheffield Wednesday | Riverside Stadium               | 1 de abril | 15:00 |
| Coventry City        | 1 - 2 | Cardiff City        | Coventry Building Society Arena | 1 de abril | 15:00 |
| Rotherham United     | 2 - 1 | Millwall            | New York Stadium                | 1 de abril | 15:00 |
| Stoke City           | 1 - 1 | Huddersfield Town   | Bet365 Stadium                  | 1 de abril | 15:00 |
| Sunderland           | 1 - 5 | Blackburn Rovers    | Stadium of Light                | 1 de abril | 15:00 |
| Ipswich Town         | 3 - 2 | Southampton         | Portman Road                    | 1 de abril | 17:30 |
| Leeds United         | 3 - 1 | Hull City           | Elland Road                     | 1 de abril | 20:00 |

| Rotherham United    | 0 - 1 | Plymouth Argyle      | New York Stadium                | 5 de abril | 20:00 |
| Norwich City        | 1 - 0 | Ipswich Town         | Carrow Road                     | 6 de abril | 12:30 |
| Blackburn Rovers    | 0 - 0 | Southampton          | Ewood Park                      | 6 de abril | 15:00 |
| Cardiff City        | 1 - 3 | Hull City            | Cardiff City Stadium            | 6 de abril | 15:00 |
| Coventry City       | 2 - 1 | Leeds United         | Coventry Building Society Arena | 6 de abril | 15:00 |
| Huddersfield Town   | 1 - 0 | Millwall             | Kirklees Stadium                | 6 de abril | 15:00 |
| Leicester City      | 2 - 1 | Birmingham City      | King Power Stadium              | 6 de abril | 15:00 |
| Middlesbrough       | 2 - 0 | Swansea City         | Riverside Stadium               | 6 de abril | 15:00 |
| Queens Park Rangers | 0 - 2 | Sheffield Wednesday  | Loftus Road                     | 6 de abril | 15:00 |
| Stoke City          | 2 - 2 | West Bromwich Albion | Bet365 Stadium                  | 6 de abril | 15:00 |
| Sunderland          | 0 - 0 | Bristol City         | Stadium of Light                | 6 de abril | 15:00 |
| Watford             | 0 - 0 | Preston North End    | Vicarage Road                   | 6 de abril | 15:00 |

| Leeds United         | 0 - 0 | Sunderland          | Elland Road          | 9 de abril  | 19:45 |
| Millwall             | 1 - 0 | Leicester City      | The Den              | 9 de abril  | 19:45 |
| Plymouth Argyle      | 1 - 1 | Queens Park Rangers | Home Park            | 9 de abril  | 19:45 |
| Preston North End    | 4 - 1 | Huddersfield Town   | Deepdale             | 9 de abril  | 19:45 |
| Sheffield Wednesday  | 2 - 2 | Norwich City        | Hillsborough Stadium | 9 de abril  | 19:45 |
| Southampton          | 2 - 1 | Coventry City       | St Mary's Stadium    | 9 de abril  | 19:45 |
| Birmingham City      | 0 - 1 | Cardiff City        | St Andrew's Stadium  | 10 de abril | 19:45 |
| Bristol City         | 5 - 0 | Blackburn Rovers    | Ashton Gate Stadium  | 10 de abril | 19:45 |
| Hull City            | 2 - 2 | Middlesbrough       | MKM Stadium          | 10 de abril | 19:45 |
| Ipswich Town         | 0 - 0 | Watford             | Portman Road         | 10 de abril | 19:45 |
| Swansea City         | 3 - 0 | Stoke City          | Liberty Stadium      | 10 de abril | 19:45 |
| West Bromwich Albion | 2 - 0 | Rotherham United    | The Hawthorns        | 10 de abril | 19:45 |

| Plymouth Argyle      | 1 - 0 | Leicester City      | Home Park            | 12 de abril | 20:00 |
| Leeds United         | 0 - 1 | Blackburn Rovers    | Elland Road          | 13 de abril | 12:30 |
| Birmingham City      | 3 - 0 | Coventry City       | St Andrew's Stadium  | 13 de abril | 15:00 |
| Bristol City         | 1 - 1 | Huddersfield Town   | Ashton Gate Stadium  | 13 de abril | 15:00 |
| Hull City            | 3 - 0 | Queens Park Rangers | MKM Stadium          | 13 de abril | 15:00 |
| Ipswich Town         | 1 - 1 | Middlesbrough       | Portman Road         | 13 de abril | 15:00 |
| Millwall             | 3 - 1 | Cardiff City        | The Den              | 13 de abril | 15:00 |
| Preston North End    | 0 - 1 | Norwich City        | Deepdale             | 13 de abril | 15:00 |
| Sheffield Wednesday  | 1 - 1 | Stoke City          | Hillsborough Stadium | 13 de abril | 15:00 |
| Southampton          | 3 - 2 | Watford             | St Mary's Stadium    | 13 de abril | 15:00 |
| Swansea City         | 1 - 0 | Rotherham United    | Liberty Stadium      | 13 de abril | 15:00 |
| West Bromwich Albion | 0 - 1 | Sunderland          | The Hawthorns        | 13 de abril | 15:00 |

| Leicester City      | 2 - 1 | West Bromwich Albion | King Power Stadium              | 20 de abril | 12:30 |
| Cardiff City        | 2 - 1 | Southampton          | Cardiff City Stadium            | 20 de abril | 15:00 |
| Huddersfield Town   | 0 - 4 | Swansea City         | Kirklees Stadium                | 20 de abril | 15:00 |
| Norwich City        | 1 - 1 | Bristol City         | Carrow Road                     | 20 de abril | 15:00 |
| Rotherham United    | 0 - 0 | Birmingham City      | New York Stadium                | 20 de abril | 15:00 |
| Stoke City          | 3 - 0 | Plymouth Argyle      | Bet365 Stadium                  | 20 de abril | 15:00 |
| Sunderland          | 0 - 1 | Millwall             | Stadium of Light                | 20 de abril | 15:00 |
| Watford             | 0 - 0 | Hull City            | Vicarage Road                   | 20 de abril | 15:00 |
| Queens Park Rangers | 1 - 0 | Preston North End    | Loftus Road                     | 20 de abril | 17:15 |
| Blackburn Rovers    | 1 - 3 | Sheffield Wednesday  | Ewood Park                      | 21 de abril | 12:30 |
| Middlesbrough       | 3 - 4 | Leeds United         | Riverside Stadium               | 22 de abril | 20:00 |
| Coventry City       | 1 - 2 | Ipswich Town         | Coventry Building Society Arena | 30 de abril | 20:00 |

| Queens Park Rangers | 4 - 0 | Leeds United         | Loftus Road          | 26 de abril | 20:00 |
| Blackburn Rovers    | 0 - 0 | Coventry City        | Ewood Park           | 27 de abril | 15:00 |
| Bristol City        | 2 - 0 | Rotherham United     | Ashton Gate Stadium  | 27 de abril | 15:00 |
| Cardiff City        | 1 - 4 | Middlesbrough        | Cardiff City Stadium | 27 de abril | 15:00 |
| Huddersfield Town   | 1 - 1 | Birmingham City      | Kirklees Stadium     | 27 de abril | 15:00 |
| Millwall            | 1 - 0 | Plymouth Argyle      | The Den              | 27 de abril | 15:00 |
| Norwich City        | 2 - 2 | Swansea City         | Carrow Road          | 27 de abril | 15:00 |
| Sheffield Wednesday | 3 - 0 | West Bromwich Albion | Hillsborough Stadium | 27 de abril | 15:00 |
| Southampton         | 0 - 1 | Stoke City           | St Mary's Stadium    | 27 de abril | 15:00 |
| Watford             | 1 - 0 | Sunderland           | Vicarage Road        | 27 de abril | 15:00 |
| Hull City           | 3 - 3 | Ipswich Town         | MKM Stadium          | 27 de abril | 20:00 |
| Preston North End   | 0 - 3 | Leicester City (C)   | Deepdale             | 29 de abril | 20:00 |

| Birmingham City      | 1 - 0 | Norwich City        | St Andrew's Stadium             | 4 de mayo | 12:30 |
| Coventry City        | 1 - 2 | Queens Park Rangers | Coventry Building Society Arena | 4 de mayo | 12:30 |
| Ipswich Town         | 2 - 0 | Huddersfield Town   | Portman Road                    | 4 de mayo | 12:30 |
| Leeds United         | 1 - 2 | Southampton         | Elland Road                     | 4 de mayo | 12:30 |
| Leicester City       | 0 - 2 | Blackburn Rovers    | King Power Stadium              | 4 de mayo | 12:30 |
| Middlesbrough        | 3 - 1 | Watford             | Riverside Stadium               | 4 de mayo | 12:30 |
| Plymouth Argyle      | 1 - 0 | Hull City           | Home Park                       | 4 de mayo | 12:30 |
| Rotherham United     | 5 - 2 | Cardiff City        | New York Stadium                | 4 de mayo | 12:30 |
| Stoke City           | 4 - 0 | Bristol City        | Bet365 Stadium                  | 4 de mayo | 12:30 |
| Sunderland           | 0 - 2 | Sheffield Wednesday | Stadium of Light                | 4 de mayo | 12:30 |
| Swansea City         | 0 - 1 | Millwall            | Liberty Stadium                 | 4 de mayo | 12:30 |
| West Bromwich Albion | 3 - 0 | Preston North End   | The Hawthorns                   | 4 de mayo | 12:30 |

### Tabla de resultados cruzados
| Local \ Visitante    | BIR | BLA | BRI | CAR | COV | HUD | HUL | IPS | LEE | LEI | MID | MIL | NOR | PLY | PNE | QPR | ROT | SHW | SOU | STO | SUN | SWA | WAT | WBA |
| -------------------- | --- | --- | --- | --- | --- | --- | --- | --- | --- | --- | --- | --- | --- | --- | --- | --- | --- | --- | --- | --- | --- | --- | --- | --- |
| Birmingham City      | —   | 1–0 | 0–0 | 0–1 | 3–0 | 4–1 | 0–2 | 2–2 | 1–0 | 2–3 | 0–1 | 1–1 | 1–0 | 2–1 | 1–0 | 0–0 | 0–0 | 2–1 | 3–4 | 1–3 | 2–1 | 2–2 | 0–1 | 3–1 |
| Blackburn Rovers     | 4–2 | —   | 2–1 | 1–0 | 0–0 | 1–1 | 1–2 | 0–1 | 0–2 | 1–4 | 2–1 | 1–1 | 1–1 | 1–1 | 1–2 | 1–2 | 2–2 | 1–3 | 0–0 | 3–1 | 1–3 | 0–1 | 1–2 | 2–1 |
| Bristol City         | 0–2 | 5–0 | —   | 0–1 | 1–0 | 1–1 | 3–2 | 0–1 | 0–1 | 1–0 | 3–2 | 0–1 | 1–2 | 4–1 | 1–1 | 0–1 | 2–0 | 1–0 | 3–1 | 2–3 | 1–0 | 1–0 | 1–1 | 0–0 |
| Cardiff City         | 0–1 | 0–0 | 2–0 | —   | 3–2 | 1–0 | 1–3 | 2–1 | 0–3 | 0–2 | 1–4 | 1–0 | 2–3 | 2–2 | 0–2 | 1–2 | 2–0 | 2–1 | 2–1 | 2–1 | 0–2 | 2–0 | 1–1 | 0–1 |
| Coventry City        | 2–0 | 1–0 | 2–2 | 1–2 | —   | 1–1 | 2–3 | 1–2 | 2–1 | 3–1 | 3–0 | 2–1 | 1–1 | 1–0 | 0–3 | 1–2 | 5–0 | 2–0 | 1–1 | 0–0 | 0–0 | 2–2 | 3–3 | 0–2 |
| Huddersfield Town    | 1–1 | 3–0 | 1–1 | 0–4 | 1–3 | —   | 1–2 | 1–1 | 1–1 | 0–1 | 1–2 | 1–0 | 0–4 | 1–1 | 1–3 | 2–1 | 2–0 | 4–0 | 1–1 | 2–2 | 1–0 | 0–4 | 0–0 | 1–4 |
| Hull City            | 1–1 | 3–2 | 1–1 | 3–0 | 1–1 | 1–0 | —   | 3–3 | 0–0 | 2–2 | 2–2 | 1–0 | 1–2 | 1–1 | 1–0 | 3–0 | 4–1 | 4–2 | 1–2 | 0–2 | 0–1 | 0–1 | 1–2 | 1–1 |
| Ipswich Town         | 3–1 | 4–3 | 3–2 | 3–2 | 2–1 | 2–0 | 3–0 | —   | 3–4 | 1–1 | 1–1 | 3–1 | 2–2 | 3–2 | 4–2 | 0–0 | 4–3 | 6–0 | 3–2 | 2–0 | 2–1 | 3–2 | 0–0 | 2–2 |
| Leeds United         | 3–0 | 0–1 | 2–1 | 2–2 | 1–1 | 4–1 | 3–1 | 4–0 | —   | 3–1 | 3–2 | 2–0 | 1–0 | 2–1 | 2–1 | 1–0 | 3–0 | 0–0 | 1–2 | 1–0 | 0–0 | 3–1 | 3–0 | 1–1 |
| Leicester City       | 2–1 | 0–2 | 1–0 | 2–1 | 2–1 | 4–1 | 0–1 | 1–1 | 0–1 | —   | 1–2 | 3–2 | 3–1 | 4–0 | 3–0 | 1–2 | 3–0 | 2–0 | 5–0 | 2–0 | 1–0 | 3–1 | 2–0 | 2–1 |
| Middlesbrough        | 1–0 | 0–0 | 1–2 | 2–0 | 1–3 | 1–1 | 1–2 | 0–2 | 3–4 | 1–0 | —   | 0–1 | 3–1 | 0–2 | 4–0 | 0–2 | 1–1 | 2–0 | 2–1 | 0–2 | 1–1 | 2–0 | 3–1 | 1–0 |
| Millwall             | 1–0 | 1–2 | 0–1 | 3–1 | 0–3 | 1–1 | 2–2 | 0–4 | 0–3 | 1–0 | 1–3 | —   | 1–0 | 1–0 | 1–1 | 2–0 | 3–0 | 0–2 | 0–1 | 1–0 | 1–1 | 0–3 | 1–0 | 1–1 |
| Norwich City         | 2–0 | 1–3 | 1–1 | 4–1 | 2–1 | 2–0 | 2–1 | 1–0 | 2–3 | 0–2 | 1–2 | 3–1 | —   | 2–1 | 0–0 | 1–0 | 5–0 | 3–1 | 1–1 | 1–0 | 1–0 | 2–2 | 4–2 | 2–0 |
| Plymouth Argyle      | 3–3 | 3–0 | 0–1 | 3–1 | 2–2 | 3–1 | 1–0 | 0–2 | 0–2 | 1–0 | 3–3 | 0–2 | 6–2 | —   | 0–1 | 1–1 | 3–2 | 3–0 | 1–2 | 2–1 | 2–0 | 1–3 | 3–3 | 0–3 |
| Preston North End    | 2–1 | 2–2 | 2–0 | 1–2 | 3–2 | 4–1 | 0–0 | 3–2 | 2–1 | 0–3 | 2–1 | 1–1 | 0–1 | 2–1 | —   | 0–2 | 3–0 | 0–1 | 2–2 | 1–2 | 2–1 | 2–1 | 1–5 | 0–4 |
| Queens Park Rangers  | 2–1 | 0–4 | 0–0 | 1–2 | 1–3 | 1–1 | 2–0 | 0–1 | 4–0 | 1–2 | 0–2 | 2–0 | 2–2 | 0–0 | 1–0 | —   | 2–1 | 0–2 | 0–1 | 4–2 | 1–3 | 1–1 | 1–2 | 2–2 |
| Rotherham United     | 0–0 | 2–2 | 1–2 | 5–2 | 2–0 | 0–0 | 1–2 | 2–2 | 1–1 | 1–2 | 1–0 | 2–1 | 2–1 | 0–1 | 1–1 | 1–1 | —   | 0–1 | 0–2 | 0–1 | 1–1 | 1–2 | 0–1 | 0–2 |
| Sheffield Wednesday  | 2–0 | 3–1 | 2–1 | 1–2 | 1–2 | 0–0 | 3–1 | 0–1 | 0–2 | 1–1 | 1–1 | 0–4 | 2–2 | 1–0 | 0–1 | 2–1 | 2–0 | —   | 1–2 | 1–1 | 0–3 | 1–1 | 0–0 | 3–0 |
| Southampton          | 3–1 | 4–0 | 1–0 | 2–0 | 2–1 | 5–3 | 1–2 | 0–1 | 3–1 | 1–4 | 1–1 | 1–2 | 4–4 | 2–1 | 3–0 | 2–1 | 1–1 | 4–0 | —   | 0–1 | 4–2 | 5–0 | 3–2 | 2–1 |
| Stoke City           | 1–2 | 0–3 | 4–0 | 0–0 | 0–1 | 1–1 | 1–3 | 0–0 | 1–0 | 0–5 | 2–0 | 0–0 | 0–3 | 3–0 | 0–2 | 1–0 | 4–1 | 0–1 | 0–1 | —   | 2–1 | 1–1 | 1–0 | 2–2 |
| Sunderland           | 3–1 | 1–5 | 0–0 | 0–1 | 0–3 | 1–2 | 0–1 | 1–2 | 1–0 | 0–1 | 0–4 | 0–1 | 3–1 | 3–1 | 2–0 | 0–0 | 2–1 | 0–2 | 5–0 | 3–1 | —   | 1–2 | 2–0 | 2–1 |
| Swansea City         | 1–1 | 2–1 | 1–2 | 2–0 | 1–1 | 1–1 | 2–2 | 1–2 | 0–4 | 1–3 | 1–2 | 0–1 | 2–1 | 0–1 | 2–1 | 0–1 | 1–0 | 3–0 | 1–3 | 3–0 | 0–0 | —   | 0–1 | 1–0 |
| Watford              | 2–0 | 0–1 | 1–4 | 0–1 | 1–2 | 1–2 | 0–0 | 1–2 | 2–2 | 1–2 | 2–3 | 2–2 | 3–2 | 0–0 | 0–0 | 4–0 | 5–0 | 1–0 | 1–1 | 1–1 | 1–0 | 1–1 | —   | 2–2 |
| West Bromwich Albion | 1–0 | 4–1 | 2–0 | 2–0 | 2–1 | 1–2 | 3–1 | 2–0 | 1–0 | 1–2 | 4–2 | 0–0 | 1–0 | 0–0 | 3–0 | 2–0 | 2–0 | 1–0 | 0–2 | 1–1 | 0–1 | 3–2 | 2–2 | —   |

## Play-Offs
- Los horarios corresponden al huso horario de verano británico (UTC+1).

### Cuadro
|  | Semifinales                                               | Semifinales                                               | Semifinales                                               | Semifinales                                               |   |   | Final              | Final              | Final              |  |
|  | 12 de mayo de 2024 (ida) 16 y 17 de mayo de 2024 (vuelta) | 12 de mayo de 2024 (ida) 16 y 17 de mayo de 2024 (vuelta) | 12 de mayo de 2024 (ida) 16 y 17 de mayo de 2024 (vuelta) | 12 de mayo de 2024 (ida) 16 y 17 de mayo de 2024 (vuelta) |   |   | 26 de mayo de 2024 | 26 de mayo de 2024 | 26 de mayo de 2024 |  |
|  |                                                           |                                                           |                                                           |                                                           |   |   |                    |                    |                    |  |
|  |                                                           |                                                           |                                                           |                                                           |   |   |                    |                    |                    |  |
|  | 3                                                         | Leeds United                                              | 0                                                         | 4                                                         |   |   |                    |                    |                    |  |
|  | 3                                                         | Leeds United                                              | 0                                                         | 4                                                         |   |   |                    |                    |                    |  |
|  | 6                                                         | Norwich City                                              | 0                                                         | 0                                                         |   |   |                    |                    |                    |  |
|  | 6                                                         | Norwich City                                              | 0                                                         | 0                                                         |   | 3 | Leeds United       | 0                  |                    |  |
|  |                                                           |                                                           |                                                           |                                                           |   | 3 | Leeds United       | 0                  |                    |  |
|  |                                                           |                                                           | 4                                                         | Southampton                                               | 1 |   |                    |                    |                    |  |
|  | 4                                                         | Southampton                                               | 4                                                         | Southampton                                               | 1 | 0 | 3                  |                    |                    |  |
|  | 4                                                         | Southampton                                               |                                                           |                                                           |   | 0 | 3                  |                    |                    |  |
|  | 5                                                         | West Bromwich Albion                                      | 0                                                         | 1                                                         |   |   |                    |                    |                    |  |
|  | 5                                                         | West Bromwich Albion                                      | 0                                                         | 1                                                         |   |   |                    |                    |                    |  |
|  |                                                           |                                                           |                                                           |                                                           |   |   |                    |                    |                    |  |

### Semifinales
| Ida; 12 de mayo de 2024 | Norwich City | 0–0     | Leeds United | Carrow Road, Norwich                                   |                                                        |
| 12:00                   |              | Reporte |              | Asistencia: 26,982 espectadores Árbitro(s): Josh Smith | Asistencia: 26,982 espectadores Árbitro(s): Josh Smith |

| Vuelta; 16 de mayo de 2024 | Leeds United                                        | 4–0 (Global 4–0) | Norwich City | Elland Road, Leeds                                         |                                                            |
| 20:00                      | Gruev 7' · Piroe 20' · Rutter 40' · Summerville 68' | Reporte          |              | Asistencia: 36,384 espectadores Árbitro(s): Jarred Gillett | Asistencia: 36,384 espectadores Árbitro(s): Jarred Gillett |

| Ida; 12 de mayo de 2024 | West Bromwich Albion | 0–0     | Southampton | The Hawthorns, West Bromwich                            |                                                         |
| 14:15                   |                      | Reporte |             | Asistencia: 25,367 espectadores Árbitro(s): Sam Barrott | Asistencia: 25,367 espectadores Árbitro(s): Sam Barrott |

| Vuelta; 17 de mayo de 2024 | Southampton                        | 3–1 (Global 3–1) | West Bromwich Albion | St Mary's Stadium, Southampton |                          |
| 20:00                      | Smallbone 49' · Armstrong 78', 86' | Reporte          | Kipré 90+7'          | Árbitro(s): Tim Robinson       | Árbitro(s): Tim Robinson |

### Final
| 26 de mayo de 2024 | Leeds United | 0–1 | Southampton   | Wembley, Londres        |                         |
| 15:00              |              |     | Armstrong 24' | Árbitro(s): John Brooks | Árbitro(s): John Brooks |

|  | v.s |

## Datos y estadísticas

### Máximos goleadores
Actualizado el 4 de mayo de 2024.
| Pos. | Jugador               | Equipo           | Goles | Part. | Prom. |
| ---- | --------------------- | ---------------- | ----- | ----- | ----- |
| 1    | Sammie Szmodics       | Blackburn Rovers | 27    | 44    | 0.61  |
| 2    | Adam Armstrong        | Southampton      | 24    | 47    | 0.46  |
| 3    | Crysencio Summerville | Leeds United     | 19    | 43    | 0.44  |
| =    | Morgan Whittaker      | Plymouth Argyle  | 19    | 46    | 0.41  |
| 5    | Jamie Vardy           | Leicester City   | 18    | 35    | 0.51  |
| 6    | Haji Wright           | Coventry City    | 16    | 44    | 0.36  |
| =    | Ché Adams             | Southampton      | 16    | 40    | 0.4   |
| =    | Josh Sargent          | Norwich City     | 16    | 26    | 0.62  |
| =    | Emmanuel Latte Lath   | Middlesbrough    | 16    | 30    | 0.53  |
| 10   | Jack Clarke           | Sunderland       | 15    | 40    | 0.38  |

### Máximos asistentes
Actualizado el 4 de mayo de 2024.
| Pos. | Jugador               | Equipo            | Asistencias | Part. | Prom. |
| ---- | --------------------- | ----------------- | ----------- | ----- | ----- |
| 1    | Leif Davis            | Ipswich Town      | 18          | 43    | 0.42  |
| 2    | Georginio Rutter      | Leeds United      | 15          | 45    | 0.33  |
| 3    | Kiernan Dewsbury-Hall | Leicester City    | 14          | 44    | 0.32  |
| 4    | Adam Armstrong        | Southampton       | 13          | 46    | 0.28  |
| =    | Abdul Fatawu          | Leicester City    | 13          | 40    | 0.33  |
| 6    | Gabriel Sara          | Norwich City      | 12          | 46    | 0.26  |
| 7    | Finn Azaz             | MID/ PLY*         | 10          | 46    | 0.22  |
| 8    | Crysencio Summerville | Leeds United      | 9           | 43    | 0.21  |
| =    | Sorba Thomas          | Huddersfield Town | 9           | 41    | 0.22  |
| =    | Luke Ayling           | LEE/ MID*         | 9           | 33    | 0.27  |

Un asterisco muestra los jugadores que jugaron para dos equipos en la misma temporada.

### Autogoles
| Fecha | Jugador | Minuto | Local | Resultado | Visitante | Jornada |
| ----- | ------- | ------ | ----- | --------- | --------- | ------- |

| Datos actualizados a 28 de febrero de 2023 |

### Hat-tricks o pókers
Aquí se encuentra la lista de hat-tricks y póker de goles (en general, tres o más goles marcados por un jugador en un mismo encuentro) conseguidos en la temporada.
| Fecha      | Jugador          | Goles         | Local           | Resultado | Visitante           | Jornada   |
| ---------- | ---------------- | ------------- | --------------- | --------- | ------------------- | --------- |
| 12/08/2023 | Ozan Tufan       | 45+5' 58' 70' | Hull City       | 4 – 2     | Sheffield Wednesday | Jornada 2 |
| 23/09/2023 | Morgan Whittaker | 15' 45+3' 59' | Plymouth Argyle | 6 – 2     | Norwich City        | Jornada 8 |

## Premios

### Premios mensuales
| Mes        | Entrenador del mes | Entrenador del mes | Jugador del mes       | Jugador del mes                                                  | Gol del mes            | Gol del mes                                                      |
| Mes        | Técnico            | Equipo             | Jugador               | Equipo                                                           | Jugador                | Equipo                                                           |
| ---------- | ------------------ | ------------------ | --------------------- | ---------------------------------------------------------------- | ---------------------- | ---------------------------------------------------------------- |
| Agosto     | Enzo Maresca       | Leicester City     | Gabriel Sara          | Norwich City                                                     | Aaron Ramsey           | Cardiff City                                                     |
| Septiembre | Kieran McKenna     | Ipswich Town       | Jack Clarke           | [[Archivo:\|20x20px\|border\|Bandera de Tyne y Wear]] Sunderland | Joël Piroe             | Leeds United                                                     |
| Octubre    | Enzo Maresca       | Leicester City     | Crysencio Summerville | Leeds United                                                     | Niall Huggins          | [[Archivo:\|20x20px\|border\|Bandera de Tyne y Wear]] Sunderland |
| Noviembre  | Daniel Farke       | Leeds United       | Sammie Szmodics       | Blackburn Rovers                                                 | Jaden Philogene-Bidace | Hull City                                                        |
| Diciembre  | Enzo Maresca       | Leicester City     | Stephy Mavididi       | Leicester City                                                   | Wes Burns              | Ipswich Town                                                     |

## Fichajes

### Fichajes más caros del mercado de verano
| Jugador         | Club de destino | Club de origen          | Precio (€) | Ref.   |
| --------------- | --------------- | ----------------------- | ---------- | ------ |
| Joël Piroe      | Leeds United    | Swansea City            | 14 000 000 | [ 49 ] |
| Shea Charles    | Southampton     | Manchester City U21     | 12 250 000 | [ 50 ] |
| Harry Winks     | Leicester City  | Tottenham Hotspur       | 11 600 000 | [ 51 ] |
| Ross Stewart    | Southampton     | Sunderland              | 9 300 000  | [ 52 ] |
| Haji Wright     | Coventry City   | Antalyaspor             | 9 000 000  | [ 53 ] |
| Thomas Cannon   | Leicester City  | Everton                 | 8 800 000  | [ 54 ] |
| Conor Coady     | Leicester City  | Wolverhampton Wanderers | 8 700 000  | [ 51 ] |
| Ethan Ampadu    | Leeds United    | Chelsea                 | 8 100 000  | [ 55 ] |
| Stephy Mavididi | Leicester City  | Montpellier             | 7 500 000  | [ 56 ] |
| Ellis Simms     | Coventry City   | Everton                 | 7 000 000  | [ 57 ] |

| Datos actualizados a 20 de octubre de 2023. Fuentes: |

### Fichajes más caros del mercado de invierno
| Jugador | Club de destino | Club de origen | Precio (€) |
| ------- | --------------- | -------------- | ---------- |

| Datos actualizados a 28 de febrero de 2023. Fuentes: |